# Nanyue
Nanyue (xinès: 南越o 南粤), Nam Việt (vietnamita Nam Việt) o Namz Yied (zhuang Namzyied), fou un antic regne governat per monarques xinesosde la dinastia Triệu que ocupava les subdivisions xineses modernes de Guangdong, Guangxi, Hainan, Hong Kong, i Macau,així com parts del sud de Fujiani el nord del Vietnam. Nanyue va ser establert per Zhao Tuo, llavors comandant de Nanhai de l'Imperi Qin, l'any 204 aC després del col·lapse de la dinastia Qin. Al principi, estava format per les comandàncies de Nanhai, Guilin i Xiang.
L'any 196 aC, Zhao Tuo va retre homenatge a l'emperador Gaozu de Han, i la dinastia Han es referia a Nanyue com un "servent estranger", és a dir, un estat vassall. Al voltant de l'any 183 aC, les relacions entre els Nanyue i la dinastia Han es varen agrir, i Zhao Tuo va començar a referir-se a si mateix com a emperador, cosa que suggereix un estatus igualitari entre Nanyue i la dinastia Han. El 179 aC, les relacions entre els Han i Nanyue van millorar, i Zhao Tuo va tornar a presentar-se, aquesta vegada a l'emperador Wen de Han com a estat súbdit. La submissió era una mica superficial, ja que Nanyue va conservar l'autonomia dels Han, i Zhao Tuo va ser anomenat "emperador" a tot Nanyue fins a la seva mort. L'any 113 aC, el líder de la quarta generació, Zhao Xing, intentar incloure formalment Nanyue com a part de l'Imperi Han. El seu primer ministre, Lü Jia, s'hi va oposar amb vehemència i posteriorment va matar Zhao Xing, va instal·lar el seu germà major Zhao Jiande al tron i va forçar un enfrontament amb la dinastia Han. L'any següent, l'emperador Wu de Han va enviar 100.000 soldats a la guerra contra Nanyue. Al final de l'any, l'exèrcit havia destruït Nanyue i establert el govern Han. L'estat dinàstic va durar 93 anys i va tenir cinc generacions de monarques.
L'existència de Nanyue va permetre a la regió de Lingnan d'evitar el caos que va envoltar el col·lapse de la dinastia Qin. Va permetre a la regió del sud d'evitar gran part de les dificultats experimentades per les regions del nord, predominantment xineses Han. El regne va ser fundat per líders originaris de la plana central de la Xina,i va ser el responsable de portar la burocràcia i tècniques artesanals d'estil xinès als habitants de les regions del sud, així com el coneixement de la llengua i el sistema d'escriptura xinesos.
Els governants nanyue van promoure una política d'"harmonització i reunió de les cent tribus Yue" (xinès: 和集百越), i van encoratjar els han ètnics a immigrar des de la regió del riu Groc cap al sud. Aleshores, els governants de Nanyue no estaven en contra de l'assimilació de les cultures Yue i Han.

Al Vietnam, els governants de Nanyue són coneguts com la dinastia Triệu.

## Història
L'historiador de la dinastia Han Sima Qian va escriure una història detallada de Nanyue a Registres del Gran Historiador. Es trobna principalment a la secció (juan) 113, xinès: 南越列傳; pinyin: "Nányuè Liè Zhuàn" (Anals ordenats de Nanyue) Un registre similar es troba també en el Llibre de Han, volum 95: “Els pobles del sud-oest, dos Yues i Chaoxian”.

### Fundació

#### Expansió de Qin cap al sud (218 aC)

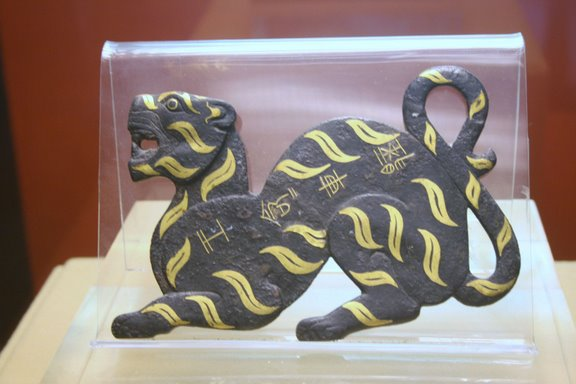
Un hufu 虎符, o "símbol del tigre", fet de bronze amb incrustacions d'or, trobat a la tomba del rei de Nanyue (a Guangzhou), datat al, durant l'era Han Occidental de la Xina; els símbols del tigre se separaven en dues peces, una en poder de l'emperador i l'altra donada a un comandant militar com a símbol d'autoritat imperial i capacitat de comandar les tropes.

Després que Qin Shi Huang conquerís els altres sis regnes xinesos de Han, Zhao, Wei, Chu i Qi, va dirigir la seva atenció a les tribus xiongnu del nord i l'oest i als pobles dels Cent Yue de l'actual sud de la Xina. Cap al 218 aC, el Primer Emperador va enviar el general Tu Sui amb un exèrcit de 500.000 soldats qin perquè es dividís en cinc companyies i ataqués les tribus dels Cent Yue de la regió de Lingnan. La primera companyia es va reunir a Yuhan (actual comtat de Yugan, a la província de Jiangxi) i va atacar Minyue, el va derrotar i va establir la comandància de Minzhong. La segona companyia es va fortificar a Nanye (a l'actual comtat de Nankang de la província de Jiangxi), i va ser dissenyada per exercir pressió defensiva sobre els clans del sud. La tercera companyia va ocupar Panyu. La quarta companyia es va aquarterar a prop de les muntanyes Jiuyi Shan, i la cinquena companyia es va aquarterar als afores de Tancheng (a la part sud-oest de l'actual comtat autònom de Miao i Dong de la província de Hunan).
Qin Shi Huangdi, el Primer Emperador va assignar a l'oficial Shi Lu la supervisió de la logística de subministraments. Shi va dirigir primer un regiment de soldats a través del nou canal de Lingqu que connectava el riu Xiang i el riu Li, i després va navegar pels sistemes aquàtics del riu Iang-Tsé i el riu Perla per garantir la seguretat de les rutes de subministrament dels qin. L'atac dels qin a la tribu yue de la Vall Occidental (xinès: 西甌) va transcórrer sense problemes, i el cap de la Vall Occidental, Yi-Xu-Song, va ser assassinat. No obstant això, els yue de la Vall Occidental no estaven disposats a sotmetre's als qin i van fugir a la selva, on van triar un nou líder per continuar resistint els atacs dels exèrcits xinesos.
Més tard, un contraatac nocturn dels yue de la Vall Occidental va devastar les tropes qin, i el general Tu Sui va morir en el combat. Els qin van patir grans pèrdues i la cort imperial va triar el general Zhao Tuo perquè assumís el comandament de l'exèrcit xinès. L'any 214 aC, el Primer Emperador va enviar Ren Xiao i Zhao Tuo al capdavant dels reforços perquè tornessin a atacar. Aquesta vegada, els yue de la Vall Occidental van ser derrotats per complet, i la regió de Lingnan va quedar totalment sota control xinès. Aquest mateix any, la cort de Qin va establir les comandàncies de Nanhai, Yulin i Xiang, i Ren Xiao va ser nomenat tinent de Nanhai. Nanhai es va dividir a més en els comtats de Panyu, Longchuan, Boluo i Jieyang (entre altres), i Zhao Tuo va ser nomenat magistrat de Longchuan.
El Primer Emperador va morir el 210 aC, i el seu fill Zhao Huhai es va convertir en el Segon Emperador de Qin. A l'any següent, els soldats Chen Sheng, Wu Guang i altres van aprofitar l'oportunitat per rebel·lar-se contra el govern de Qin. Les insurreccions es van estendre per gran part de la Xina (incloses les dirigides per Xiang Yu i Liu Bang, que més tard s'enfrontarien per la fundació de la següent dinastia) i tota la regió del riu Groc es va sumir en el caos. Poc després de les primeres insurreccions, el tinent de Nanhai Ren Xiao va emmalaltir greument i va convocar Zhao Tuo perquè escoltés les seves últimes instruccions. Ren va descriure els avantatges naturals de la regió del sud i va descriure com es podria fundar un regne amb els nombrosos colons xinesos de la zona per combatre els grups bel·ligerants del nord de la Xina.Va redactar un decret pel qual instituïa Zhao Tuo com a nou tinent de Nanhai, i va morir poc després.
Després de la mort de Ren, Zhao Tuo, va enviar ordres a les seves tropes al pas de Hengpu (al nord de l'actual Nanxiong, província de Guangdong), al pas de Yangshan (al nord del comtat de Yangshan), el pas del rierol Huang (a l'actual regió de Yingde, on el riu Lian entra al riu Bei) i altres guarnicions perquè es fortifiquessin contra qualsevol tropa del nord. També va executar els funcionaris de Qin que encara estaven destinats a Nanhai i els va substituir pels seus propis amics de confiança.

#### Conquesta d'Âu Lạc
El regne d'Âu Lạc se situava al sud de Nanyue en els primers anys de l'existència de Nanyue, amb Âu Lạc situat principalment a la zona del delta del riu Roig, i Nanyue abastant les comandàncies de Nanhai, Guilin i Xiang. Durant el temps en què Nanyue i Âu Lạc van coexistir, Âu Lạc va reconèixer la suzerania de Nanyue, especialment pel seu sentiment mutu anti-Han. Zhao Tuo va construir i va reforçar el seu exèrcit, en témer un atac dels Han. Tanmateix, quan les relacions entre els Han i Nanyue van millorar, el 179 aC Zhao Tuo va marxar cap al sud i va annexionar-se amb èxit Âu Lạc.

#### Proclamació (204 aC)
L'any 206 aC. la dinastia Qin va deixar d'existir, i els pobles yue de Guilin i xiang van tornar a ser àmpliament independents. L'any 204 aC, Zhao Tuo va fundar el Regne de Nanyue, amb Panyu com a capital, i es va declarar "rei de Nanyue Wu" (xinès: 南越武王 vietnamita Nam Việt Vũ Vương).

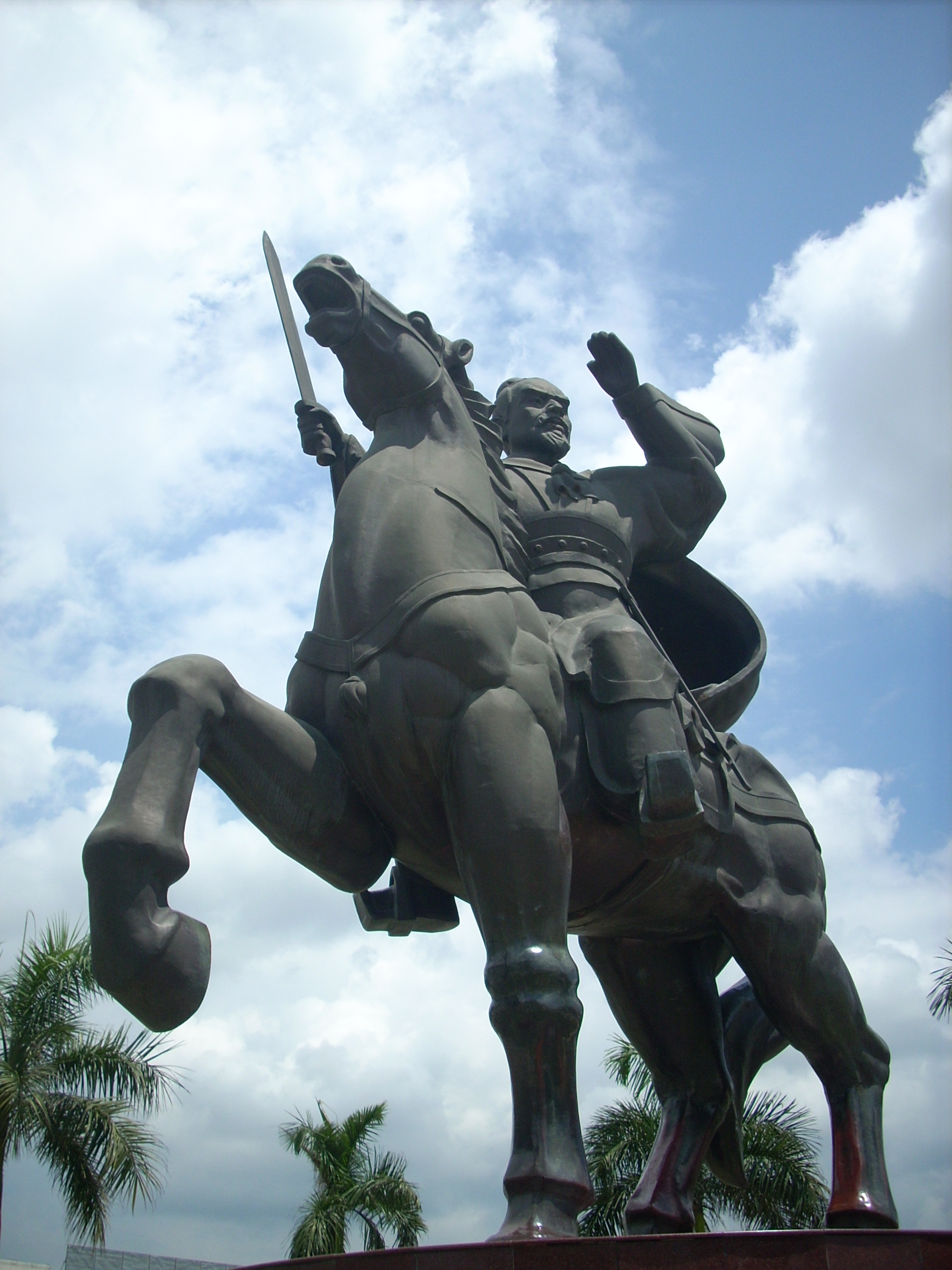
Estàtua eqüestre de Zhao Tuo a la ciutat de Heyuan, província de Guangdong.

### Nanyue sota Zhao Tuo
Liu Bang, després d'anys de guerra amb els seus rivals, va instaurar la dinastia Han i va reunificar la Xina Central el 202 a.C. Els combats havien deixat moltes zones de la Xina despoblades i empobrides, i els senyors feudals seguien rebel·lant-se mentre els xiongnu realitzaven freqüents incursions al territori del nord de la Xina. El precari estat de l'imperi va obligar, per tant, a la cort Han a tractar Nanyue inicialment amb la màxima circumspecció. L'any 196 aC, Liu Bang, ara emperador Gaozu, va enviar Lu Jia (陸賈, no confondre amb Lü Jia 呂嘉) a Nanyue amb l'esperança d'obtenir la lleialtat de Zhao Tuo. Després d'arribar, Lu es va reunir amb Zhao Tuo i es diu que el va trobar vestit amb robes yue i sent saludat segons els seus costums, cosa que el va enfurismar. Es va produir una llarga conversa, en què es diu que Lu va amonestar Zhao Tuo, tot assenyalant que era xinès, no yue, i que hauria d'haver mantingut la vestimenta i el decòrum dels xinesos i no haver oblidat les tradicions dels seus avantpassats. Lu va lloar la força de la cort Han i va advertir contra el fet que un regne tan petit com Nanyue s'atrevís a oposar-s'hi. A més, va amenaçar de matar els parents de Zhao a la mateixa Xina i destruir els seus cementiris ancestrals, a més de coaccionar els yue perquè deposessin el mateix Zhao. Després de l'amenaça, Zhao Tuo va decidir llavors rebre el segell de l'emperador Gaozu i sotmetre's a l'autoritat de Han. Es van establir relacions comercials a la frontera entre Nanyue i el regne Han de Changsha. Tot i que formalment era un estat subjecte a Han, Nanyue sembla haver conservat una gran autonomia de facto.
Després de la mort de Liu Bang l'any 195 aC, el govern fou posat en mans de la seva dona, l'emperadriu Lü Zhi, que va exercir com a emperadriu vídua del seu fill, l'emperador Hui de Han i després dels fills de l'emperador Hui, Liu Gong i Liu Hong. Enfurismada, l'emperadriu Lü va enviar homes a la ciutat natal de Zhao Tuo, Zhending (actual comtat de Zhengding a la província de Hebei) que van matar gran part de l'extensa família de Zhao i van profanar-hi el cementiri ancestral. Zhao Tuo creia que Wu Chen, el príncep de Changsha, havia fet falses acusacions contra ell per aconseguir que l'emperadriu vídua Lü bloquegés el comerç entre els estats i es preparés per conquerir el Nanyue per unir-se al seu principat de Changsha. En venjança, es va declarar emperador de Nanyue i va atacar el principat de Changsha i va capturar algunes ciutats veïnes sota el domini Han. Lü va enviar el general Zhou Zao per castigar Zhao Tuo. No obstant això, en el clima càlid i humit del sud, ràpidament va esclatar una epidèmia entre els soldats, i l'afeblit exèrcit ni tan sols va poder creuar les muntanyes, i els va obligar a retirar-se, la qual cosa va acabar amb la victòria de Nanyue, però el conflicte militar no es va aturar fins que va morir l'emperadriu. Zhao Tuo es va annexionar llavors l'estat veí de Minyue a l'est com a regne subjecte. Els regnes de Yelang i Tongshi (通什) també es van sotmetre al govern de Nanyue.

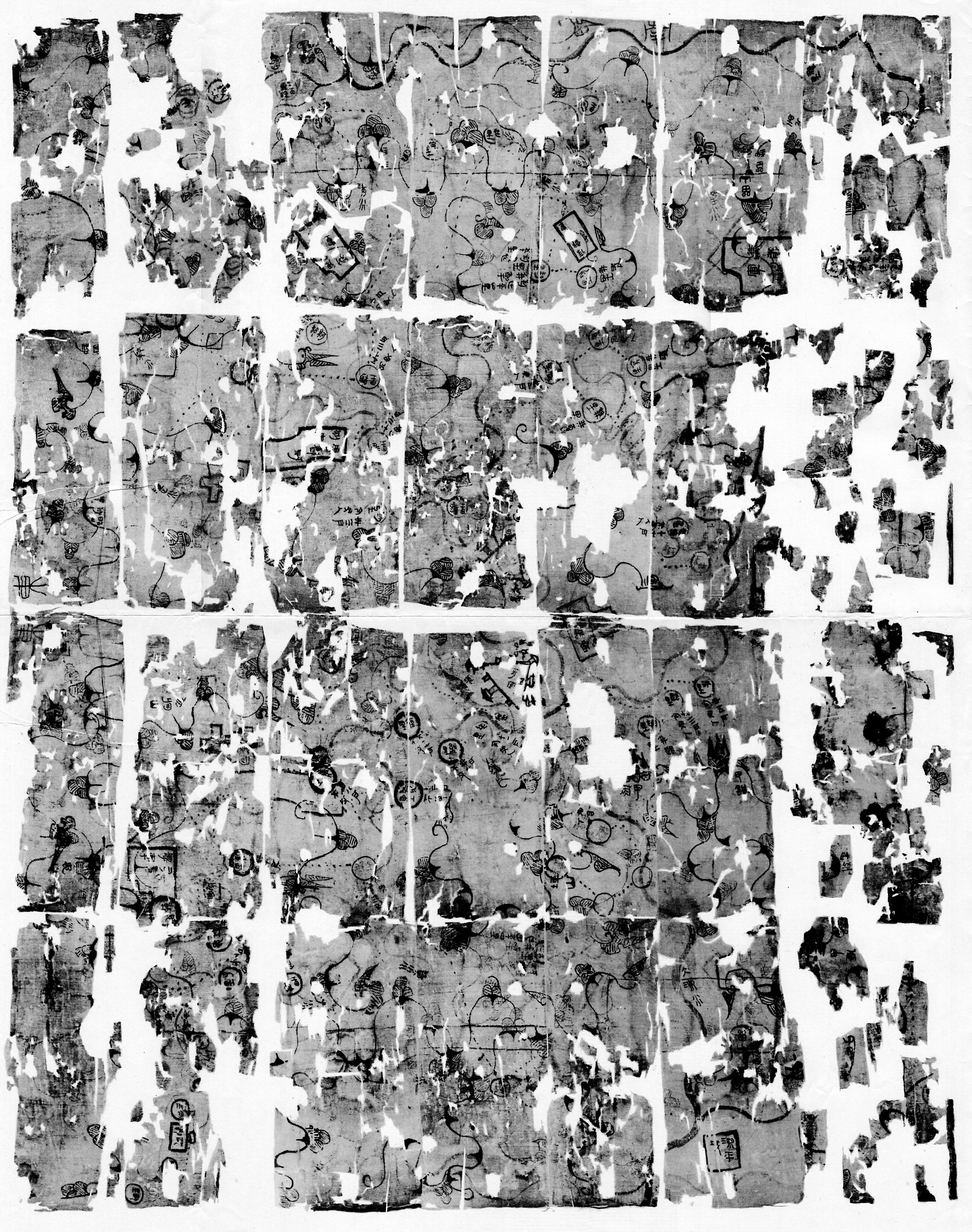
El mapa trobat a la tomba 3 del jaciment de les tombes Han de Mawangdui, assenyala les posicions de les guarnicions militars Han que van ser emprades en un atac contra Nanyue el 181 aC.

L'any 179 aC, Liu Heng va ascendir al tron com a emperador dels Han. Va revertir moltes de les polítiques anteriors de l'emperadriu Lü i va adoptar una actitud conciliadora cap a Zhao Tuo i el regne de Nanyue. Va enviar gent a restaurar la tomba ancestral de Zhao Tuo, va establir guardians de la tomba per rendir un homenatge anual regular, va recompensar els cosins de Zhao Tuo amb càrrecs oficials i possessions, i va retirar part de la guarnició de la dinastia Han a l'estat de Changsha. L'Emperador va nomenar llavors Lu Jia, que ja havia realitzat una missió a Nanyue durant el regnat de Liu Bang, com a Gran Ministre de Tai Zhong, per recomanació del Primer Ministre Chen Ping, i li va demanar que fes una altra missió a Nanyue per persuadir Zhao Tuo que se sotmetés a la dinastia Han. Quan Lu Jia va arribar a Nanyue, va presentar a Zhao Tuo una carta de l'emperador Wen de Han. A la seva carta, l'emperador descrivia com les polítiques de l'emperadriu Lü havien provocat l'enemistat entre Nanyue i la dinastia Han i havien provocat sofriment als seus ciutadans. La dinastia Han havia canviat la seva política hostil cap a Nanyue, desitjava reconciliar ambdós països, i esperava que Zhao Tuo renunciés al seu títol d'emperador i se sotmetés de nou a la dinastia Han.
Zhao Tuo va decidir sotmetre's als Han una vegada més, va retirar el seu títol d'"emperador", va tornar a ser "rei", i Nanyue es va convertir en un estat subjecte als Han. No obstant això, la majoria dels canvis van ser superficials, i Zhao Tuo va seguir sent anomenat "emperador" a tot Nanyue.

### Zhao Mo
L'any 137 aC, Zhao Tuo va morir després de viure més de cent anys. A causa de la seva llarga vida, el seu fill, el príncep hereu Zhao Shi, va morir abans que ell i, per tant, el net de Zhao Tuo, Zhao Mo, es va convertir en rei de Nanyue. L'any 135 aC, el rei del veí Minyue va llançar un atac contra les ciutats situades al llarg de les fronteres d'ambdues nacions. Com que Zhao Mo encara no havia consolidat el seu domini, es va veure obligat a implorar a l'emperador Wu de Han que enviés tropes en ajuda de Nanyue contra el que ell anomenava "els rebels de Minyue". L'emperador va lloar Zhao Mo per la seva lleialtat vassalla i va enviar Wang Hui, un funcionari que governava les minories ètniques, i el funcionari agrícola Han Anguo al capdavant d'un exèrcit amb ordres de separar-se i atacar Minyue des de dues direccions, una des de la comandància de Yuzhang i una altra des de la de Kuaiji. No obstant això, abans d'arribar a Minyue, el rei de Minyue va ser assassinat pel seu germà petit Yu Shan, que es va rendir ràpidament.

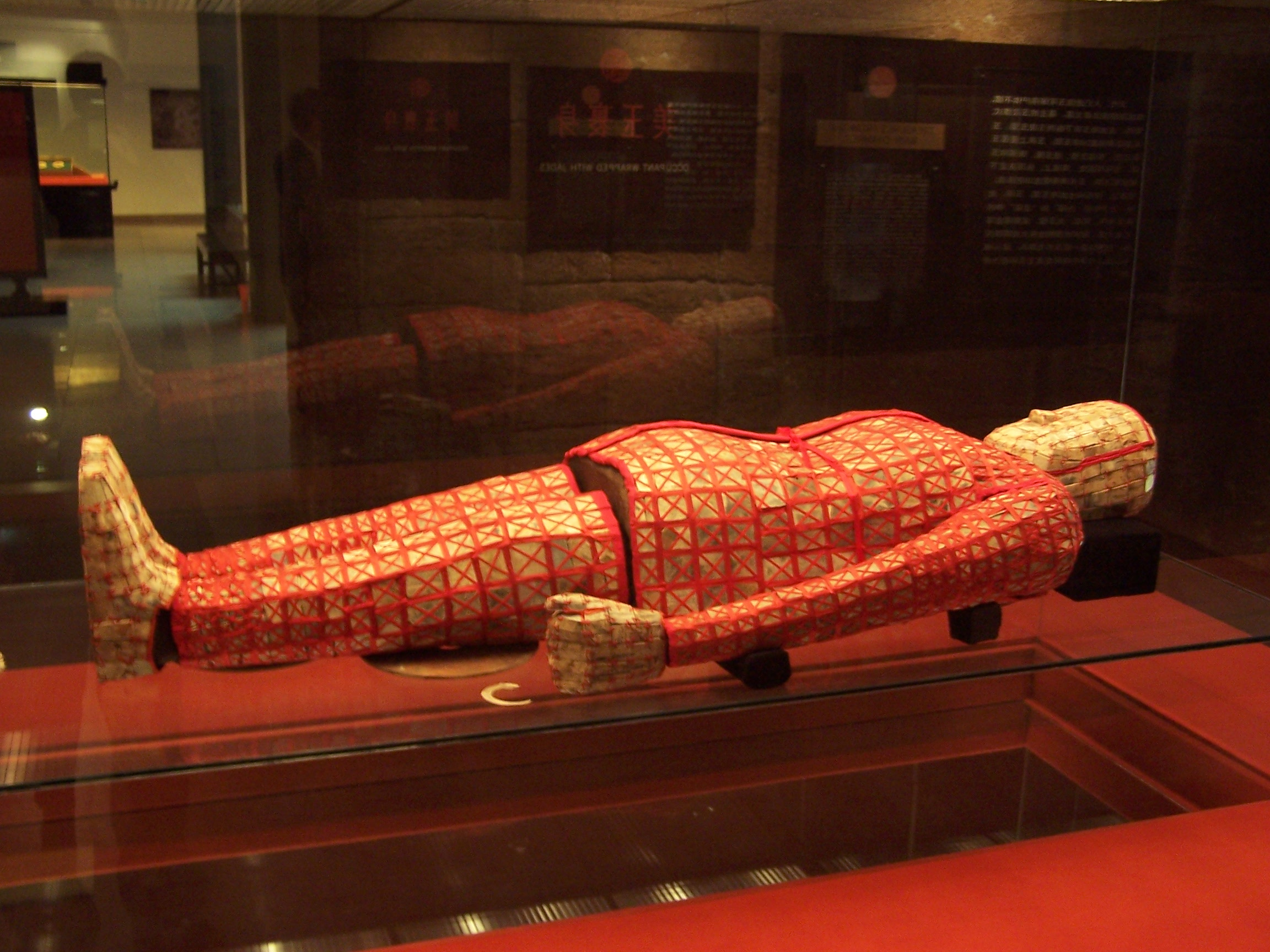
Sarcòfag de jade de Zhao Mo amb seda vermella

L'emperador va enviar a l'emissari de la cort Yan Zhu a la capital de Nanyue per donar a Zhao Mo un informe oficial sobre la rendició de Minyue. Zhao va expressar la seva gratitud a l'emperador juntament amb la promesa de visitar la cort imperial a Chang'an, i fins i tot va enviar el seu fill Zhao Yingqi amb Yan a la capital xinesa. Abans que Zhao pogués marxar cap a Chang'an, un dels seus ministres li va aconsellar enèrgicament que no hi anés, per por que l'emperador Wu trobés una excusa per impedir-lo tornar, cosa que provocaria la caiguda de Nanyue. Seguint el consell, el rei Zhao Mo va fingir estar malalt i mai no va viatjar a la capital han.
Immediatament després de la rendició de Minyue a l'exèrcit han, Wang Hui va enviar un governador del comtat de Panyang anomenat Tang Meng perquè li donés la notícia a Zhao Mo. Durant la seva estada a Nanyue, Tang Meng va conèixer el costum de Yue de menjar salsa feta amb el fruit d'unes nespres portades del comtat de Shu. Sorprès que aquest producte estigués disponible a Nanyue, es va assabentar de l'existència d'una ruta des de Shu (actual província de Sichuan) fins a Yelang i després al llarg del riu Zangke (actual riu Beipan a Yunnan i Guizhou) que proporcionava accés directe a la capital de Nanyue, Panyu. En assabentar-se, Tang Meng va enviar un missatge formal a l'emperador Wu, on li oferia reunir 100.000 soldats d'elit a Yelang, que podrien viatjar al llarg del riu Zangke i llançar un atac sorpresa contra Nanyue. L'emperador va estar d'acord amb el pla de Tang i el va ascendir a general de Langzhong i li va fer dirigir mil soldats amb multitud de provisions i carros de subministrament des del pas de Bafu (prop de l'actual comtat de Hejiang) a Yelang. Molts dels carros portava regals cerimonials per als senyors feudals de Yelang, que servirien per comprar la seva lleialtat. Com a resultat, Yelang es va convertir en un aliat i vassall de l'Imperi Han.
10 anys després d'això, Zhao Mo va emmalaltir de debò i va morir al voltant del 122 aC.

### Zhao Yingqi
En assabentar-se de la greu malaltia del seu pare, Zhao Yingqi va rebre el permís de l'emperador Wu per tornar a Nanyue. MDesprés de la mort de Zhao Mo, Yingqi va assumir el tron Nanyue. Abans de marxar a Chang'an, s'havia casat amb una dona yue, que li va donar un fill, Zhao Jiande. Mentre estava a Chang'an, es va tornar a casar amb una xinesa han que, com ell, era de la província de Handan, de la qual va tenir un fill, Zhao Xing. Després de l'accés al tron de Nanyue, es va dirigir a l'emperador Han amb una sol·licitud per nomenar la seva dona xinesa (que era de la família Jiu 樛) com a reina, i Zhao Xing com a príncep hereu, cosa que posteriorment va provocar la caiguda de Nanyue. Zhao Yingqi tenia fama de ser un tirà que executava frívolament els habitants. Va morir de malaltia cap al 113 aC.

### Zhao Xing i Zhao Jiande
Zhao Xing va succeir al seu pare com a rei, i la seva mare es va convertir en reina vídua. L'any 113 aC, l'emperador Wu de Han va enviar el primer ministre Anguo Shaoji a Nanyue per convocar Zhao Xing i la seva mare a Chang'an per a una audiència amb l'emperador, així com altres dos oficials amb soldats per esperar una resposta a Guiyang. En aquell moment, Zhao Xing encara era jove i la reina vídua era un immigrant recent a Nanyue, de manera que l'autoritat final en qüestions d'estat estava en mans del primer ministre Lü Jia. Abans que la reina vídua es casés amb Zhao Yingqi, van circular rumors que havia tingut una aventura amb Anguo Shaoji, i es deia que el romanç havia continuat quan el van enviar a Nanyue, per la qual cosa va perdre el suport de la població.
Temorosa de perdre la seva posició d'autoritat, la reina vídua va convèncer Zhao Xing i els seus funcionaris perquè se sotmetessin completament a la dinastia Han. Al mateix temps, va enviar un missatge oficial a l'emperador Wu on li demanava que Nanyue pogués unir-se a l'Imperi Han, que poguessin tenir una audiència amb l'emperador cada tres anys i que les fronteres entre la Xina Han i Nanyue es poguessin dissoldre. L'emperador va concedir les seves peticions i va enviar els segells imperials al primer ministre i altres alts funcionaris de Nanyue, cosa que simbolitzava que la dinastia Han hauria de controlar directament el nomenament dels màxims funcionaris del país. També va abolir els càstigs penals de tatuatge i extracció del nas que es practicaven entre els yue i va instituir els estatuts legals han. Els emissaris que havien estat enviats a Nanyue van rebre instruccions de romandre-hi per tal de fer complir els decrets de l'emperador. En rebre els seus decrets imperials, el rei Zhao i la reina vídua es van preparar immediatament per anar a Chang'an per trobar-se amb l'emperador.
El primer ministre Lü Jia era molt més gran que la majoria de funcionaris i havia servit des del regnat de l'avi de Zhao Xin, Zhao Mo. Provenia d'un preeminent família yue a Nanyue que estava unida per múltiples matrimonis amb la família Zhao governant. Es va oposar amb vehemència a la submissió de Nanyue a la dinastia Han i va criticar Zhao Xing en nombroses ocasions, tot i que la seva protesta va ser ignorada. Lü va decidir començar a planificar un cop d'estat i va fingir una malaltia per evitar trobar-se amb els emissaris de la cort Han. Els emissaris eren molt conscients de la influència de Lü en el regne –competía fàcilment amb la del rei–, però mai van ser capaços d'eliminar-lo. Sima Qian va registrar la història que la reina vídua i Zhao Xing van convidar Lü a un banquet amb diversos emissaris han on esperaven trobar una oportunitat de matar-lo. Durant el banquet, la reina vídua va esmentar que el primer ministre Lü s'oposava a la subordinació de Nanyue a la dinastia Han amb l'esperança que els emissaris han s'enfadarien i matarien Lü. Tanmateix, el germà petit de Lü havia envoltat el palau amb guàrdies armats, i els emissaris han, liderats per Anguo Shaoji, no es van atrevir a atacar en Lü. Aquest va sentir la intenció assassina i immediatament es va aixecar i va sortir del palau. La reina vídua es va enfurismar i va intentar agafar una llança amb la qual matar personalment el primer ministre, però va ser aturada pel seu fill, el rei. Lü Jia va ordenar als homes armats del seu germà que envoltessin el seu recinte i fessin guàrdia, mentre fingia estar malalt, i refusava de reunir-se amb el rei Zhao i qualsevol emissari han.
Quan la notícia d'aquesta situació va arribar a l'emperador Wu, va enviar un home anomenat Han Qianqiu amb un destacament de 2.000 guerrers a Nanyue per treure la influència de Lü Jia. L'any 112 aC, els homes van arribar al territori de Nanyue i Lü Jia va dur a terme el seu pla. Ell i la gent fidel a ell es van adreçar als residents per anunciar que Zhao Xing era només un menor d'edat, i la reina vídua Jiu era una estrangera que havia conspirat amb els emissaris han amb la intenció de lliurar el país a la Xina Han, i vendre els ciutadans yue a la cort imperial com a esclaus sense pensar en el benestar del propi poble yue. Amb el suport del poble, Lü Jia i el seu germà petit van dirigir un gran grup de guerrers al palau del rei i van matar a Zhao Xing, la reina vídua i els enviats de la dinastia Han.
Després de l'assassinat de Zhao Xing, la reina vídua i els enviats han, Lü Jia es va assegurar que Zhao Jiande, el fill gran de Zhao Yingqi i de la seva dona yue, prengués el tron i va enviar missatgers que difonguessin aquesta notícia entre els senyors feudals i funcionaris de diverses àrees de Nanyue.

### Guerra i declivi de Nanyue
Els 2.000 homes liderats per Han Qianqiu van començar a atacar ciutats al llarg de la frontera entre Han i Nanyue. Els yue van fingir no resistir i van proporcionar menjar per permetre que l'exèrcit de Han Qianqiu avancés sense problemes. Quan van arribar a un lloc a 40 li de Panyu, van ser emboscats per un regiment de soldats de Nanyue i completament aniquilats. Lü Jia va agafar llavors les credencials imperials dels emissaris han i les va col·locar en una caixa de fusta cerimonial; després hi va adjuntar una carta de disculpa falsa i la va instal·lar a la frontera, juntament amb una escorta armada. Quan l'emperador Wu va sentir a parlar del cop i de les accions del primer ministre Lü, es va indignar. Després de pagar una indemnització a les famílies dels emissaris assassinats, va emetre un decret que ordenava la mobilització immediata per atacar Nanyue.
A la tardor del 111 a.C. s'havia mobilitzat un exèrcit de 100.000 homes, dividit en cinc companyies. La primera unitat estava dirigida pel general Lu Bode i es va desplaçar des de Guiyang (l'actual Lianzhou) pel riu Huang (actual riu Lian). La segona unitat, dirigida pel comandant Yang Pu, va avançar des de Yuchang (l'actual Nanchang) a través del pas de Henpu i baixant pel riu Zhen. La tercera i quarta companyies estaven dirigides per Zheng Yan i Tian Jia, tots dos caps dels yue, que s'havien unit a la dinastia Han. La tecera companyia va sortir de Linlin (l'actual Yongzhou) i es va dirigir al riu Lijiang, mentre que la quarta es va dirigir directament a la guarnició de Tsangwu (l'actual Wuzhou). La cinquena companyia, dirigida per He Yi, estava formada principalment per presoners de Shu i Ba amb soldats de Yelang; van avançar al llarg del riu Zangke (actual riu Beipan). A més, Yu Shan, el rei de Dong'ou, va anunciar la seva intenció d'unir-se a la campanya i va enviar 8.000 persones per donar suport a l'ofensiva de Yang Pu. No obstant això, en arribar a Jieyang, van fingir que s'enfrontaven a forts vents que els impedien avançar més, i en secret van enviar informació sobre la invasió de Nanyue.

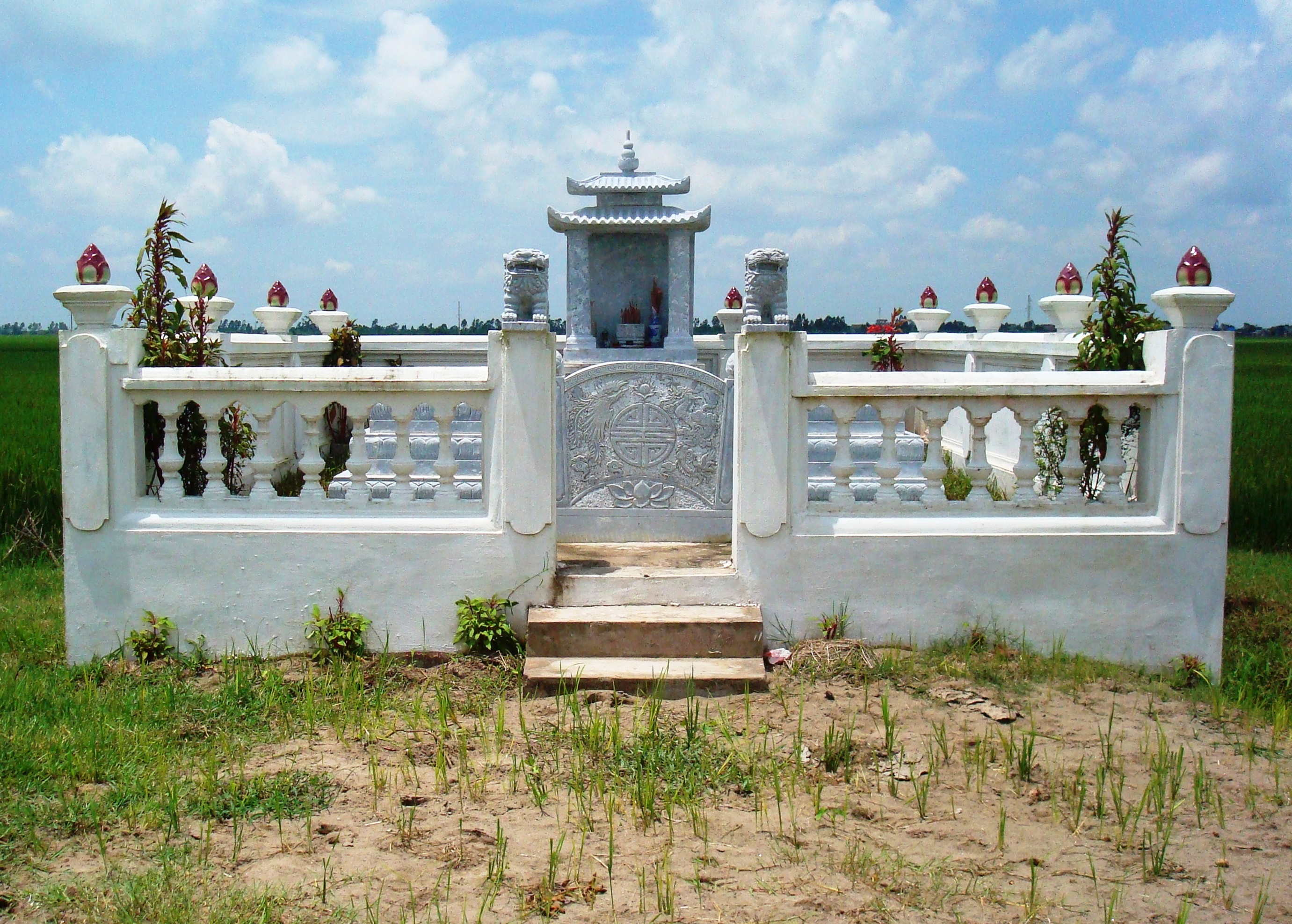
Tomba del primer ministre Lü Jia i del general Nguyễn Danh Lang al districte d'Ân Thi, província de Hưng Yên, Vietnam.

A l'hivern d'aquell any, al tombant de l'any 112 aC i 111 aC, Yang Pu va dirigir els soldats a atacar el congost de Xun (ara congost de Feilai, ciutat de Qingyuan, província de Guangdong) i va passar a destruir les portes nord de Panyu (l'actual Guangzhou), on es va apoderar de la flota naval i les provisions de Nanyue. Aprofitant l'oportunitat, van continuar cap al sud i van derrotar la primera onada de defensors de Nanyue abans d'aturar-se a esperar la companyia dirigida per Lu Bode. Les forces de Lu eren majoritàriament convictes alliberats a canvi del servei militar que es movien amb retard, per la qual cosa només van arribar mil guerrers de Lu a la data prevista. Tot i això, Yang Pu va continuar l'ofensiva de totes maneres i va assetjar Panyu, on Lü Jia i Zhao Jiande s'havien fet forts. Yang Pu va acampar al sud-est de la ciutat i va calar foc a la ciutat en caure la nit.
Lu Bode va acampar al costat nord-oest de la ciutat i va enviar soldats a les muralles per suggerir als defensors que es rendissin. Durant la nit, cada vegada més defensors de Panyu van fugir al campament de Lu Bode i, en clarejar, amb prou feines hi havia guarnició a la ciutat. Lü Jia i Zhao Jiande es van adonar que Panyu estava perduda, i abans de l'alba van abandonar la ciutat amb vaixell, per dirigir-se a l'oest. Després d'interrogar els soldats rendits, els generals dels Han es van assabentar de la fugida dels dos líders i van enviar una persecució darrere d'ells. Zhao Jiande va ser el primer a ser capturat, mentre que Lü Jia ho va ser en el que avui és Vietnam septentrional. A causa dels nombrosos temples de Liu Jia, les seves esposes i soldats dispersos pel delta del riu Vermell al nord del Vietnam, les hostilitats van continuar fins al 98 aC.
Després de la caiguda de Panyu, Tây Vu Vương (el capità de la zona de Tây Vu de la qual el centre és Cổ Loa) es va revoltar contra la primera dominació xinesa de la dinastia Han occidental. Va ser assassinat pel seu assistent Hoàng Đồng (黄同).
Posteriorment, la resta de comandàncies i comtats de Nanyue es van rendir a la dinastia Han, la qual cosa posà fi als 93 anys d'existència de Nanyue com a estat autònom i sobirà de facto.
Quan les notícies de la derrota de Nanyue van arribar a l'emperador Wu, aquest es trobava al comtat de Zuoyi, a la província de Shanxi, mentre viatjava per realitzar inspeccions imperials, i ràpidament va crear el nou comtat de Wenxi, que significa "Oïda de les bones notícies". Després de ser capturat, Lü Jia, va ser executat pels soldats han i el seu cap va ser enviat a l'emperador. En rebre'l, va crear el comtat de Huojia, on es trobava de viatge, que significa "Captura de [Lü] Jia".

## Geografia i població

### Territori

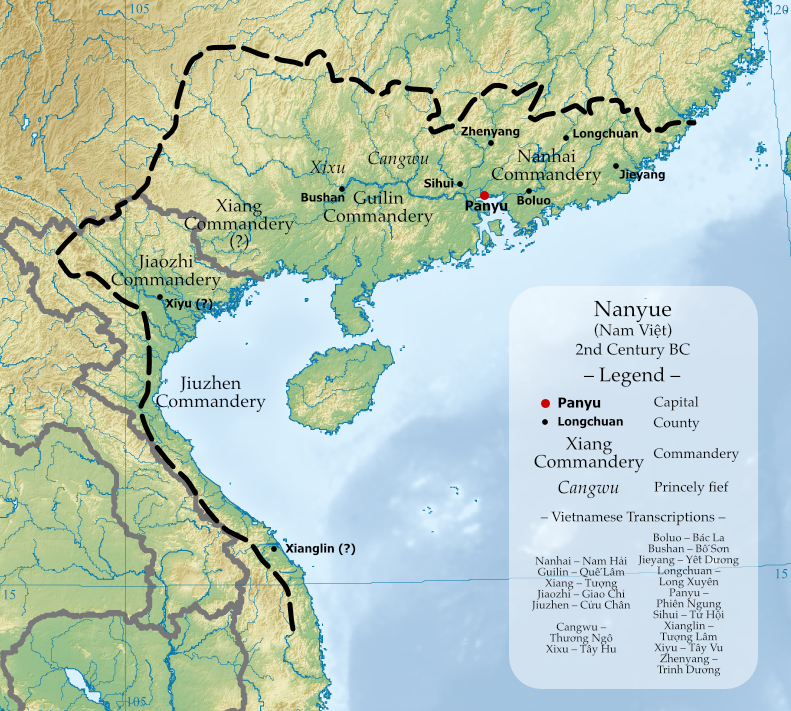
Comandàncies i comtats coneguts de Nanyue

Nanyue comprenia originalment les comandàncies Qin de Nanhai, Guilin i Xiang. Després de l'any 179 aC, Zhao Tuo va persuadir Minyue, Yelang, Tongshi i altres zones perquè se sotmetessin al domini de Nanyue, però no estaven estrictament sota el seu control. Després que la dinastia Han Occidental derrotés Nanyue, el seu territori es va dividir en les set comandàncies de Nanhai, Cangwu, Yulin, Hepu, Jiaozhi, Jiuzhen i Rinan. Tradicionalment es creia que la conquesta de les regions del sud per part de Qin incloïa la meitat nord del Vietnam, i que aquesta zona també estava sota el control de Nanyue. No obstant això, els estudiosos han afirmat recentment que és probable que els Qin mai no conquerissin el territori del que avui és Vietnam, i que la dominació xinesa en aquesta zona va ser realitzada primer pel mateix Nanyue.

### Divisions administratives
Zhao Tuo va seguir el sistema de comandància-comtat de la dinastia Qin en organitzar el Regne de Nanyue. Va deixar intactes la comandància de Nanhai i la comandància de Guilin, i després va dividir la comandància de Xiang en les comandàncies de Jiaozhi i Jiuzhen.Nanhai comprenia la major part de l'actual província de Guangdong, i va ser dividida pels Qin en els comtats de Panyu, Longchuan, Boluo i Jieyang, als quals Zhao Tuo va afegir Zhenyang i Hankuang.

### Ètnies
La majoria dels ciutadans de Nanyue eren principalment pobles yue. La minoria xinesa estava formada per descendents dels exèrcits Qin enviats a conquerir el sud, així com per joves que treballaven com a prostitutes de l'exèrcit, funcionaris Qin exiliats, criminals exiliats i comerciants.
El poble yue estava dividit en nombroses branques, tribus i clans.
Els nanyue vivien al nord, est i centre de Guangdong, així com un petit grup a l'est de Guangxi.
Els xi'ou vivien a la major part de Guangxi i l'oest de Guangdong, amb la major part de la població concentrada al llarg de la regió del riu Xun i les àrees al sud del riu Gui, ambdues part de la conca del riu Xi. Els descendents de Yi-Xu-Song, el cap assassinat en la resistència als exèrcits de Qin, van actuar com a governadors autoimposats dels clans xi'ou. En el moment de la derrota de Nanyue per la dinastia Han, hi havia diversos centenars de milers de persones xi'ou només a la comandància de Guilin.
Els clans luoyue vivien al que avui és l'oest i el sud de Guangxi, el nord del Vietnam, la península de Leizhou, Hainan i el sud-oest de Guizhou. Les poblacions se centraven en les conques dels rius Zuo i You a Guangxi, al delta del riu Vermell al nord del Vietnam i a la conca del riu Pan a Guizhou. Es diu que el nom xinès "Luo", que denota un cavall blanc amb crinera negra, se'ls va aplicar després que els xinesos veiessin el seu mètode de cultiu d'artigatge als vessants.

## Govern

### Sistema administratiu

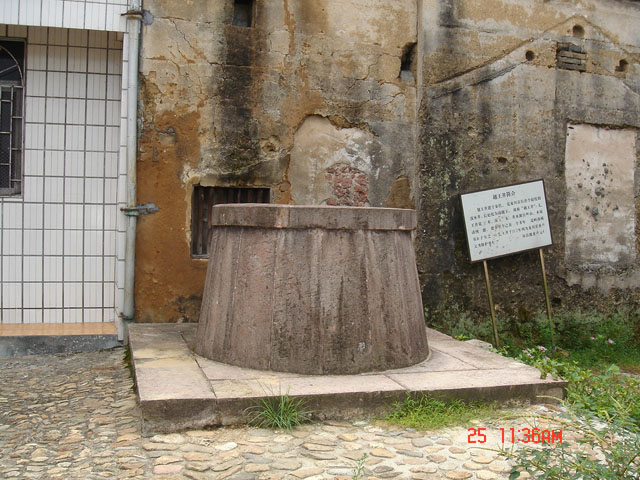
Pou del rei Yue a Longchuan, que es diu que va ser excavat per Zhao Tuo durant el seu temps com a governador del comtat

Com que el regne de Nanyue va ser establert per Zhao Tuo, un general xinès de la dinastia Qin, els sistemes polític i burocràtic de Nanyue van ser, al principi, essencialment només continuacions dels del propi Imperi Qin. A causa de la submissió de Zhao Tuo a la dinastia Han, Nanyue també va adoptar molts dels canvis promulgats pels Han. Al mateix temps, Nanyue va gaudir d'una completa autonomia -i d'una sobirania de facto- durant la major part de la seva existència, per la qual cosa els seus governants van promulgar diversos sistemes que eren totalment exclusius de Nanyue.
Nanyue era una monarquia, i el seu cap d'Estat solia tenir el títol de "rei" (xinès: 王), tot i que els seus dos primers governants, Zhao Tuo i Zhao Mo, eren anomenats "emperador" dins de les fronteres de Nanyue. El regne tenia el seu propi sistema d'era del calendari basat (com el de la Xina) en els períodes de regnat dels emperadors. La successió a la monarquia es basava en l'herència, amb el successor del rei o emperador designat com a príncep hereu. La mare del governant era designada emperadriu vídua, la seva esposa era l'emperadriu o reina, i les seves concubines eren anomenades "senyores" (xinès: 夫人). Les formalitats esteses a la família del governant estaven al nivell de l'emperador de la dinastia Han, més que no pas al d'un rei feudal.
Tot i que el sistema administratiu del regne de Nanyue va heretar el sistema de prefectures i comtats de la dinastia Qin, els seus líders posteriorment enfeudaren els seus propis prínceps i senyors feudals - una marca de la seva sobirania - i formaren un sistema de prefectures i comtats similar a la dinastia Han occidental.
Els documents imperials de Nanyue registren que els prínceps van ser investits a Cangwu, Xixu, així com els senyors locals a Gaochang i altres llocs. Zhao Guang, parent de Zhao Tuo, va ser nomenat rei de Cangwu, i les seves possessions eren el que avui és Wuzhou, a la regió autònoma de Guangxi Zhuang. En el que es considera una manifestació del respecte de Zhao Tuo pels Cent Yue, va nomenar un cap yue com a rei de Xixu per permetre que els yue d'aquesta zona gaudissin d'autonomia sota un governant de la seva pròpia ètnia. Es desconeix el nom del cap, però era descendent de Yi-Xu-Song, el cap assassinat mentre lluitava contra la invasió xinesa original sota la dinastia Qin.
La burocràcia de Nanyue estava, igual que la famosa burocràcia de la dinastia Qin, dividida en govern central i governs regionals. El govern central estava compost per un primer ministre que tenia autoritat militar i administrativa, escribes interns que servien sota el primer ministre, censors supervisors de rang i posició divers, comandants de la Guàrdia Imperial, alts funcionaris que duien a terme l'administració oficial del rei, així com tots els oficials militars i funcionaris de les oficines d'Alimentació, Música, Transport, Agricultura i altres.
Nanyue va promulgar altres polítiques que reflectien el domini xinès, com el sistema de registre de llars (una forma primerenca de cens), així com la promulgació de l'ús de caràcters xinesos entre la població dels Cent Yue i l'ús de pesos i mesures xineses..

### Sistema militar

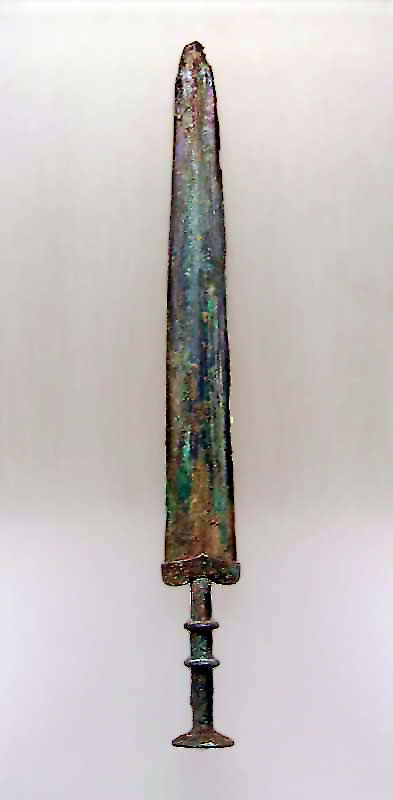
Espasa de bronze excavada d'una tomba a Guangxi que data de finals del període dels Regnes Combatents o principis del Regne Nanyue.

L'exèrcit de Nanyue procedia principalment de l'exèrcit de la dinastia Qin durant la seva conquesta de Lingnan, i després de la fundació de Nanyue, alguns yue es van unir a aquest exèrcit, que sumava centenars de milers d'homes. Els oficials militars de Nanyue eren coneguts com a jiang (xinès: 将 "general") zuǒ jiāng (xinès: 左将 "general de l'esquerra), xiao (xinès: 校, "coronel"), wei (xinès: 尉 "capità"), etc., essencialment idèntics al sistema xinès i les forces militars incloïen infanteria, tropes navals i cavalleria.

### Política ètnica
El regne va continuar amb la majoria de polítiques i pràctiques de les comandàncies Qin que s'ocupaven de les interaccions entre els yue locals i els immigrants han, i Zhao Tuo va promoure proactivament una política d'assimilació d'ambdues cultures entre si. Tot i que els han eren certament dominants en ocupar posicions de lideratge, la disparitat aclaparadora va ser més gran immediatament després de la conquesta de Qin. Amb el temps, els yue van començar a ocupar gradualment més llocs d'autoritat al govern. Lü Jia, l'últim primer ministre del regne, era un ciutadà yue, i més de 70 dels seus parents van servir com a funcionaris en diverses parts del govern. En àrees de particular "complexitat", com s'anomenaven, els cabdills yue solien gaudir de gran autonomia, com a Xixu. Sota l'impuls del lideratge de Zhao Tuo, es va animar els immigrants xinesos a adoptar els costums dels yue. Els matrimonis entre els xinesos han i els yue es van fer cada cop més comuns al llarg de l'existència de Nanyue, i fins i tot es van produir a la família reial de Zhao. Es van registrar molts matrimonis entre la família reial Zhao (que eren xinesos han) i la família Lü (yue - probablement van adoptar noms xinesos al principi de la història de Nanyue). Zhao Jiande, el darrer rei de Nanyue, era fill de l'anterior rei Zhao Yingqi i la seva esposa yue. Tot i la influència dominant dels xinesos nouvinguts als Cent Yue, el grau d'assimilació va augmentar gradualment amb el temps.

## Llengua
A banda del xinès antic, utilitzat pels colons i funcionaris han, els nadius de Nanyue probablement parlaven l'antic yue, una llengua ja extingida. Alguns suggereixen que els descendents parlaven llengües austroasiàtiquesi altres suggereixen una llengua relacionada amb el modern poble zhuang. És plausible dir que els yue en parlaven més d'una de llengua. És probable que el xinès antic de la regió estigués molt influenciat per la parla yue (i viceversa), i els estudiosos moderns han identificat molts préstecs en xinès.

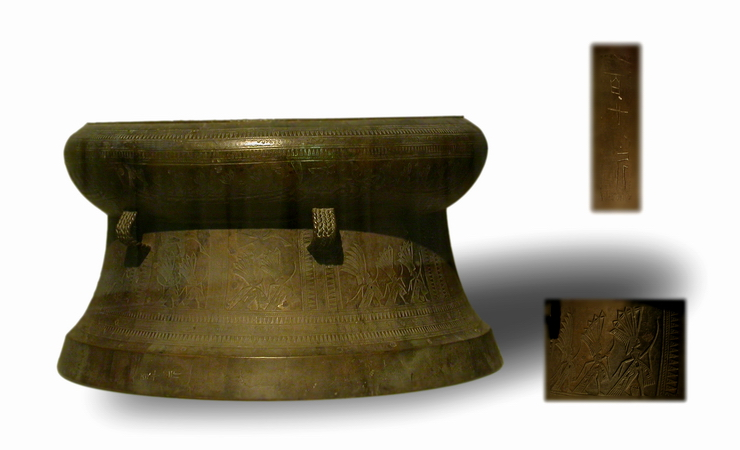
Tambor de bronze de la tomba de Luobowan #1. El primer pla superior dret mostra 百廿斤, lit. 120 jins. A la part inferior dreta es veu un bernat pescaire i diverses figures d'homes-ocell.

## Relacions exteriors

### Diplomàcia amb la dinastia Han
Començant amb la seva primera lleialtat a la dinastia Han el 196 aC, Nanyue va experimentar dos períodes de vassallatge i dos períodes d'enfrontament amb la dinastia Han, fins que el regne Nanyue va ser destruït per l'emperador Wu de Han l'any 111 aC.

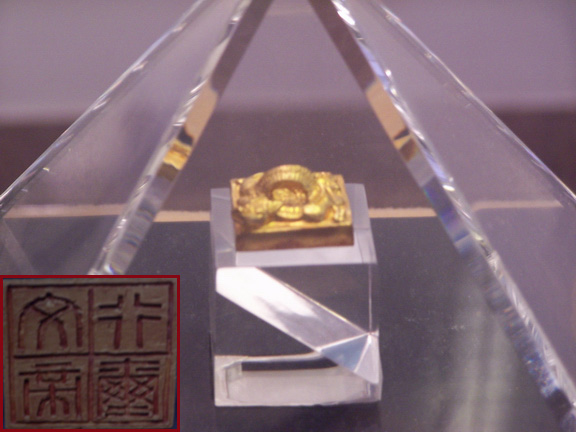
Segell d'or excavat a la tomba de Zhao Mo, segon rei de Nanyue. Els caràcters del segell, mostrats en detall a la part inferior esquerra, diuen 文帝行壐 ("Segell imperial de l'emperador Wen"), que demostra l'estatus d'emperador dels primers governants de Nanyue dins del mateix Nanyue.

El primer període de subordinació de Nanyue a la dinastia Han va començar l'any 196 aC, quan Zhao Tuo es va reunir amb Lü Jia, un emissari de l'emperador Gaozu de Han, i en va rebre un segell imperial Han que entronitzava Zhao Tuo com a rei de Nanyue. Aquest període va durar tretze anys, fins al 183 aC, durant el qual es van produir importants intercanvis comercials. Nanyue pagava tributs en rareses del sud, i la cort Han li feia regals d'eines de ferro, cavalls i bestiar. Alhora, les fronteres d'ambdós països estaven sempre fortament vigilades.
El primer període d'antagonisme de Nanyue amb la dinastia Han va durar des del 183 aC fins al 179 aC, quan es va suspendre el comerç i Zhao Tuo va trencar les relacions amb els Han. Durant aquest període, Zhao Tuo es va referir obertament a si mateix com a emperador i va llançar un atac contra el Regne de Changsha, un estat feudal de la dinastia Han, i les tropes Han van ser enviades per enfrontar-se a Nanyue. Els exèrcits de Nanyue van detenir amb èxit l'avenç cap al sud, i es guanyaren el respecte, i després la lleialtat, dels regnes veïns de Minyue i Yelang.
El segon període de submissió de Nanyue a la dinastia Han va durar des del 179 a.C. fins al 112 aC Aquest període va començar amb l'abandonament del títol d'"emperador" per part de Zhao Tuo i la declaració de lleialtat a l'Imperi Han, però la submissió és més aviat superficial, ja que Zhao Tuo va ser anomenat emperador a tot Nanyue i el regne va conservar la seva autonomia. Els quatre successors de Zhao Tuo no van mostrar la força que ell tenia, i la dependència de Nanyue respecte a la Xina de Han va créixer lentament, caracteritzada pel segon rei Zhao Mo, que va demanar a l'emperador Wu de Han que defensés Nanyue de Minyue.
L'últim període d'antagonisme de Nanyue amb la Xina de Han va ser la guerra que va demostrar la destrucció de Nanyue com a regne. En el moment de la rebel·lió del primer ministre Lü Jia, la Xina Han gaudia d'un període de creixement, prosperitat econòmica i èxit militar, i havia derrotat sistemàticament les tribus xiongnu al llarg de les fronteres del nord i nord-oest de la Xina. L'estat afeblit de Nanyue i la fortalesa de la Xina en aquell moment van permetre a l'emperador Wu desencadenar un atac devastador, cosa que finalment va provocar la desaparició del regne de Nanyue.

### Diplomàcia amb el regne de Changsha

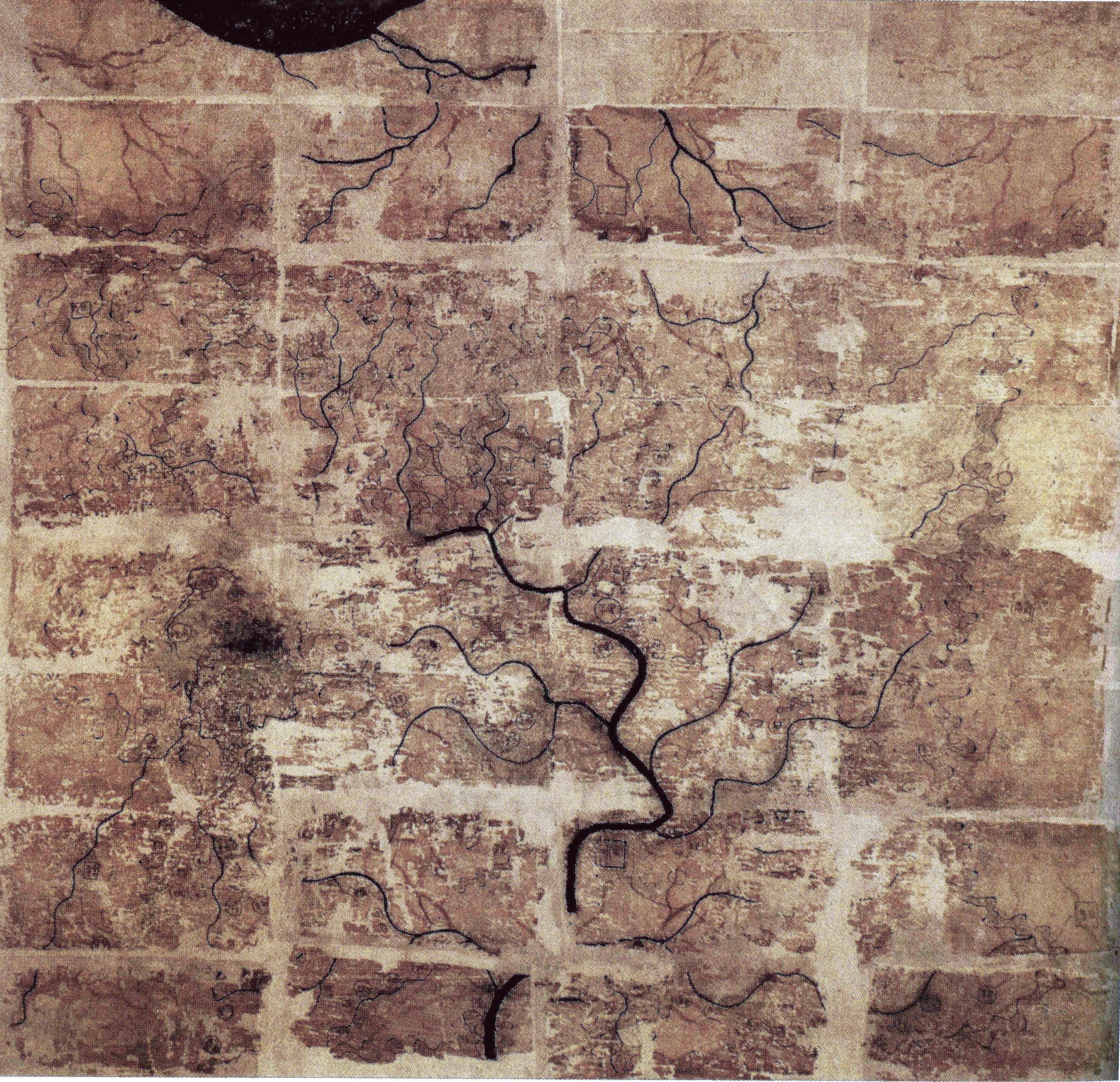
Mapa de seda dels primers temps de l'era Han trobat a la tomba 3 del jaciment de tombes Han de Mawangdui, que representa el regne de Changsha i el regne de Nanyue (nota: la direcció sud està orientada cap amunt).

El regne de Changsha era, en el seu moment, un regne feudal que formava part de la dinastia Han. El seu territori comprenia la major part de l'actual província de Hunan i part de la de Jiangxi. Quan l'emperador Gaozu de Han va nomenar Wu Rui primer rei de Changsha, també li va atorgar el poder de governar les comandàncies de Nanhai, Xiang i Guiling, cosa que va provocar conflictes entre Changsha i Nanyue des del principi. La frontera entre Xina Han i Nanyue era essencialment la de Changsha, per la qual cosa estava constantment fortificada en ambdós costats. De fet, com que Changsha era un vassall interior de la dinastia Han, depenia completament de la dinastia Han políticament i no tenia independència. Per tant, la política i la diplomàcia de la dinastia Han cap a Nanyue era la mateixa que la política i la diplomàcia del regne de Changsha cap a Nanyue.

### Diplomàcia amb Minyue
Minyue estava situat al nord-est de Nanyue, al llarg de la costa sud-est de la Xina, i comprenia gran part de la moderna província de Fujian. Els minyue van ser derrotats pels exèrcits de la dinastia Qin al segle iii aC i la zona es va organitzar sota el control de Qin com a comandància de Minzhong, i el governant de Minyue, Wuzhu, va ser deposat. A causa del suport de Wuzhu a Liu Bang després del col·lapse de la dinastia Qin i la fundació de la Han, va ser restituït per la cort Han com a rei de Minyue el 202 aC.
Les relacions entre Nanyue i Minyue poden classificar-se en tres etapes: la primera, del 196 aC. al 183 aC., va ser durant la primera submissió de Zhao Tuo a la dinastia Han, i ambdós regnes estaven en relativa igualtat de condicions. La segona etapa va ser del 183 a. al 135 aC., quan Minyue es va sotmetre a Nanyue després de veure com derrotava el primer atac de la dinastia Han a Nanyue. La tercera etapa va començar el 135 aC, quan el rei Wang Ying va atacar un debilitat Nanyue, cosa que va obligar Zhao Mo a demanar ajuda a la Xina Han. Minyue va tornar a sotmetre's a la dinastia Han, el que va fer que Nanyue i Minyue tornessin a ser iguals.

### Diplomàcia amb les tribus yi
El poble yi del sud-oest vivia a l'oest de Nanyue, i compartia fronteres amb Nanyue a Yelang, Wulian, Juding i altres regions. Yelang era l'estat més gran del poble yi, i comprenia la major part de les modernes províncies de Guizhou i Yunnan, així com la part sud de la província de Sichuan. Alguns creuen que els antics yi estaven emparentats amb els Cent Yue, cosa que explica l'estreta relació entre Yelang i Nanyue. Després que Nanyue rebutgés per primera vegada els han, gairebé totes les tribus yi van declarar la seva lleialtat a Nanyue, i la majoria la van mantenir fins a la desaparició de Nanyue l'any 111 aC. Durant l'atac final de l'emperador Wu de Han a Nanyue, la majoria de les tribus yi es van negar a col·laborar en la invasió. Un cacic anomenat Qie-Lan va arribar a oposar-se obertament a la maniobra, i va matar posteriorment l'emissari enviat pels han al seu territori, així com al governador provincial instal·lat a la comandància de Qianwei.

## Monarques
| Nom personal | Nom personal    | Nom personal      | Nom personal   | Nom personal   | Període de regnat | Període de regnat | Període de regnat | Període de regnat | Regnà des de | Altres noms |
| Nom          | Cantonès        | Mandarí estàndard | Zhuang         | Vietnamita     | Nom               | Cantonès          | Mandarí estàndard | Vietnamita        | Regnà des de | Altres noms |
| ------------ | --------------- | ----------------- | -------------- | -------------- | ----------------- | ----------------- | ----------------- | ----------------- | ------------ | ----------- |
| 趙佗/趙他    | ziu⁶ taa4       | Zhào Tuó          | Ciuq Doz       | Triệu Đà       | 武王              | mou⁵ wong4        | Wǔ Wáng           | Vũ Vương          | 203-137 AC   |             |
| 趙眜         | ziu⁶ mut⁶       | Zhào Mò           | Ciuq Huz       | Triệu Mạt      | 文王              | man4 wong4        | Wén Wáng          | Văn Vương         | 137–122 AC   | 趙胡        |
| 趙嬰齊       | ziu⁶ jing¹ cai4 | Zhào Yīngqí       | Ciuq Yinghcaez | Triệu Anh Tề   | 明王              | ming4 wong4       | Míng Wáng         | Minh Vương        | 122–113 AC   |             |
| 趙興         | ziu⁶ hing¹      | Zhào Xīng         | Ciuq Hingh     | Triệu Hưng     | 哀王              | oi¹ wong4         | Āi Wáng           | Ai Vương          | 113–112 AC   |             |
| 趙建德       | ziu⁶ gin3 dak¹  | Zhào Jiàndé       | Ciuq Gendwz    | Triệu Kiến Đức | 陽王              | joeng4 wong4      | Yáng Wáng         | Dương Vương       | 112–111 AC   |             |

## Troballes arqueològiques

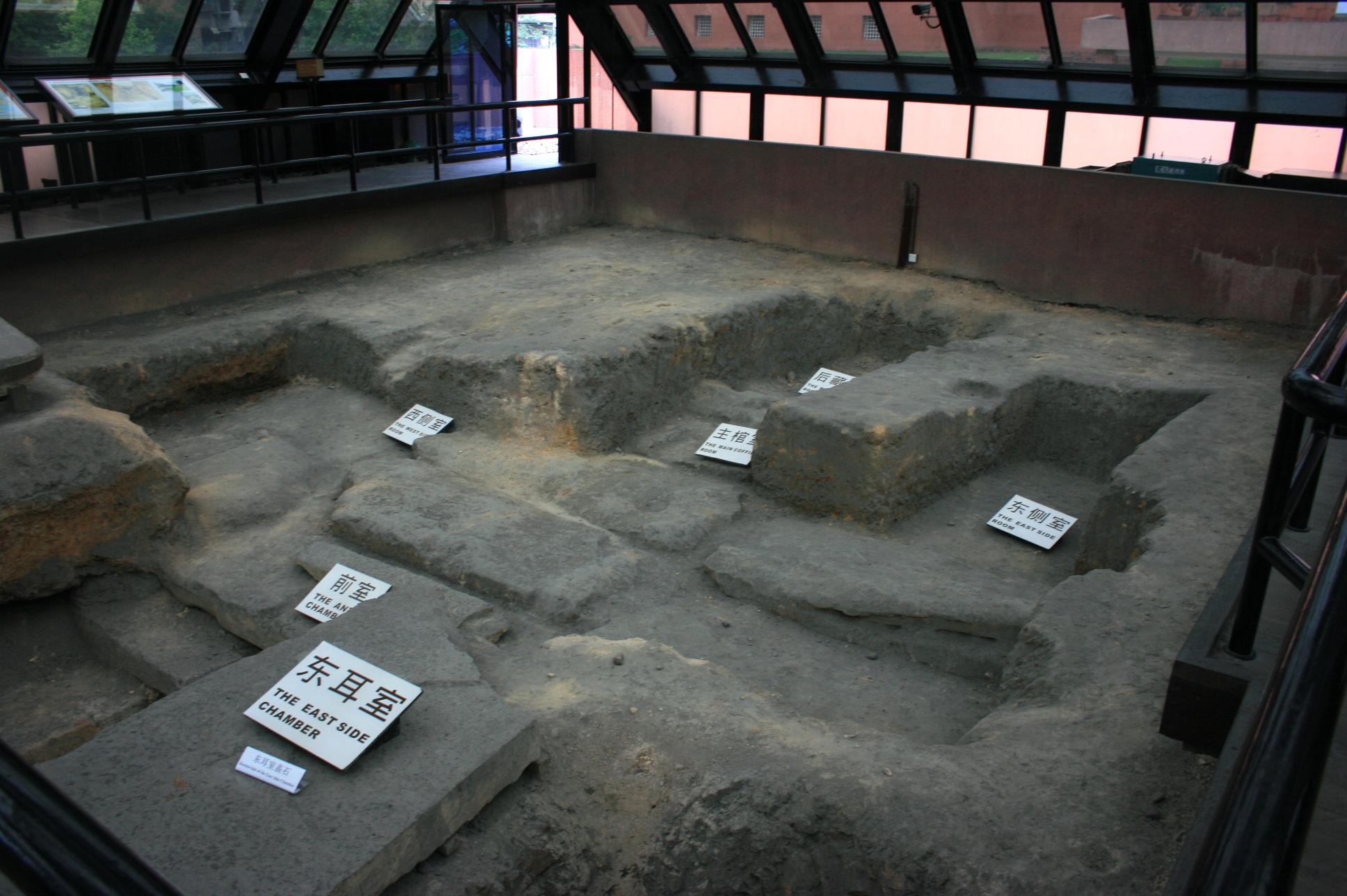
Vista de la tomba de Zhao Mo

Les ruïnes del palau del regne de Nanyue, ubicades a la ciutat de Guangzhou, ocupen 15.000 metres quadrats. Excavades el 1995, contenen les restes de l'antic palau Nanyue. A l'excavació es van descobrir estanys en forma de mitja lluna, jardins xinesos i altres exemples de l'arquitectura Qin.
El 1983, es va descobrir l'antiga tomba del rei nanyue Wáng Mù (王墓) a Guangzhou, Guangdong. El 1988, es va construir en aquest lloc el Museu del Mausoleu del Rei Nanyue, per exposar més de 1.000 objectes excavats, entre ells 500 peces de bronze xinès, 240 peces de jade xinès i 246 peces de metall. El 1996, el govern xinès va declarar aquest lloc com a Patrimoni Nacional protegit.
Un segell de bronze amb la inscripció "Tư Phố hầu ấn" (Segell per al capità del comtat de Tư Phố) va ser descobert a Thanh Hóa, al nord del Vietnam, durant la dècada de 1930. El segell té la imatge d'una tortuga a la part del darrere i es creu que va pertànyer al marquès de la cort imperial de Cửu Chân. Tu Pho és el nom del comtat de Cửu Chân durant la dinastia Triệu. A causa de la similitud amb els segells trobats a la tomba del segon rei de Nam Viet, aquest segell de bronze és reconegut com un segell oficial del regne de Nam Viet. El segell està ara exposat al Museu Reial d'Art i Història de Bèlgica, Brussel·les. Es van trobar objectes que pertanyien a la cultura Đông Sơn del nord del Vietnam. Els artefactes es van trobar enterrats al costat de la tomba del segon rei de Nam Viet.

## Estatus a la historiografia vietnamita
Al Vietnam, els governants de Nanyue són coneguts com la dinastia Triệu, la pronunciació vietnamita del cognom xinès 趙, pinyin Zhào. Mentre que la historiografia tradicional vietnamita considerava la dinastia Triệu com un règim ortodox, els estudiosos vietnamites moderns solen considerar-la com un règim estranger que va governar el Vietnam.
El nom "Vietnam" es deriva de Nam Việt (Việt del Sud), la pronunciació vietnamita de Nanyue.No obstant això, també s'ha suggerit que el nom "Vietnam" deriva d'una combinació de Quảng Nam Quốc (el domini dels senyors Nguyễn, dels quals provenia la dinastia Nguyễn) i Đại Việt (que va conquistar el primer emperador de la dinastia Nguyễn, Gia Long). L'emperador Qing Jiaqing va rebutjar la petició de Gia Long de canviar el nom del seu país pel de Nam Việt, i en el seu lloc va canviar el nom pel de Việt Nam. El Đại Nam thực lục conté la correspondència diplomàtica sobre la denominació.
Peter Bellwood va suggerir que els vietnamites ètnics descendeixen dels antics yuè del nord del Vietnam i de l'oest de Guangdong. Amb tot i això, s'ha demostrat que l'antecedent austroasiàtic de la llengua vietnamita moderna es va originar a les actuals províncies de Bolikhamsai i Khammouane a Laos, així com en parts de les províncies de Nghệ An i Quảng Bình al Vietnam, i no a la regió del nord del delta del riu Vermell. Chamberlain demostra amb proves textuals que molts grups rebels durant la dinastia Tang es van originar al riu Cả i posteriorment es van desplaçar cap al nord, cap al riu Vermell, i vincula això amb el canvi lingüístic. Chamberlain demostra, basant-se en la concentració de la diversitat lingüística del viètic, la manca de qualsevol rastre d'austroasiàtic en els registres antics rellevants, o en les llengües tai veïnes, així com la curta profunditat temporal del protoviètic, que "no hi ha proves que parlants de viètic, protoviệt-Mường o altres parlants d'austroasiàtic visquessin a i al voltant de Jiaozhi a la conca baixa del riu Vermell abans dels segles X o XI."
No obstant això, John Phan (2010), citant Maspero 1912, Wang 1948 i Miyake 2003, assenyala l'existència d'un estrat de préstecs "sino-vietnamites primerencs" que es remunta al darrer xinès Han (25 dC-220 dC), que segons ell es parlava al segle ii aC. Ferlus (2009) també demostra que el viètic del nord (Việt-Mường) i el viètic central (Cuoi-Toum) van inventar a partir de mots patrimonials, en lloc de manlleus estrangers, elements lèxics corresponents a innovacions com ara "trident ", "rem", "paella per cuinar arròs enganxós" i "pesta", característiques de la cultura Đông Sơn, existent en el mil·lenni I aC al delta del riu Vermell.
Les proves reunides pels estudiosos occidentals moderns indiquen que la cultura Đông Sơn era probablement d'ètnia li (un poble tai), austronèsia o ambdues.Citant altres estudiosos, Joachim Schliesinger afirma que la teoria que la llengua vietnamita es va basar originalment a la zona del riu Roig, en el que ara és el nord del Vietnam, ha estat àmpliament rebutjada pels estudiosos occidentals moderns, basant-se en els registres històrics i les proves lingüístiques. En l'actualitat es considera que la regió del delta del riu Vermell era originalment de parla tai, sobretot de l'ètnia li. Es creu que la zona va passar a ser de parla vietnamita a partir del segle X, com a resultat de la immigració des del sud, és a dir, l'actual Vietnam central.
Zhao Tuo va escriure que només considerava als seus súbdits nadius com a "bàrbars". L'historiador vietnamita Ngô Thì Sĩ (1726-1780) va refusar de considerar Zhao Tuo com un líder vietnamita, tot dient que tenia la seva seu a Panyu (Guangzhou), i que només governava el delta del riu Hong indirectament. Ho va comparar amb l'exemple de la dinastia Han del sud, amb seu a Guangzhou.
Hi ha proves que les elits vietnamites del delta del Riu Vermell, durant l'època medieval, van intentar inventar un origen propi (la llegendària dinastia Hồng Bàng) basant-se en antics textos xinesos, que registraven els moviments dels pobles de parla tai-kadai per la regió del sud de la Xina.

## Cultura
Hi va haver una fusió de les cultures han i yue de manera significativa, com mostren els artefactes desenterrats pels arqueòlegs de la tomba del rei Zhao Mo a Guangzhou. La tomba Nanyue de Guangzhou és extremadament rica. Hi ha un bon nombre de bronzes que mostren influències culturals de les regions Han, Chu, Yue i Ordos.

### Galeria

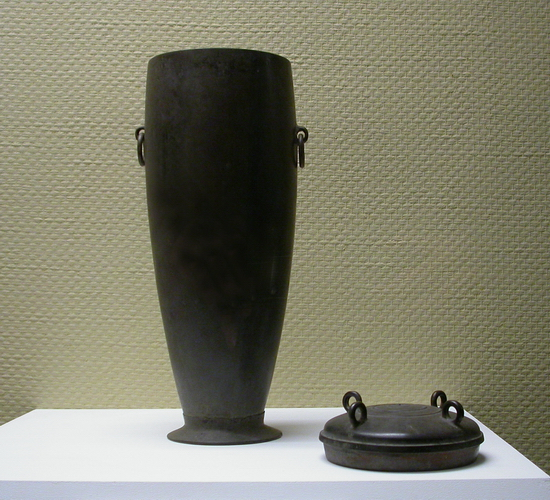
Atuell de bronze per al vi
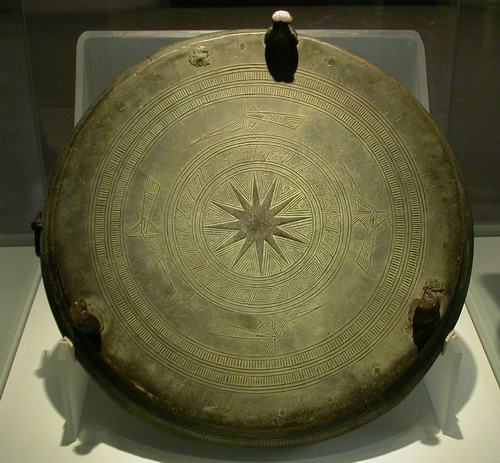
Disc de bronze
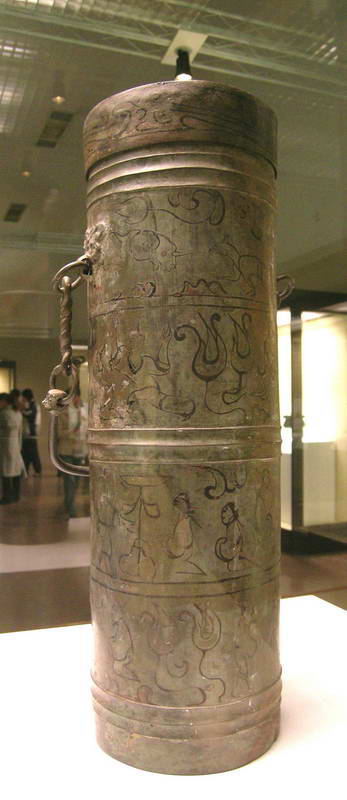
Canister de bronze amb dibuixos lacats
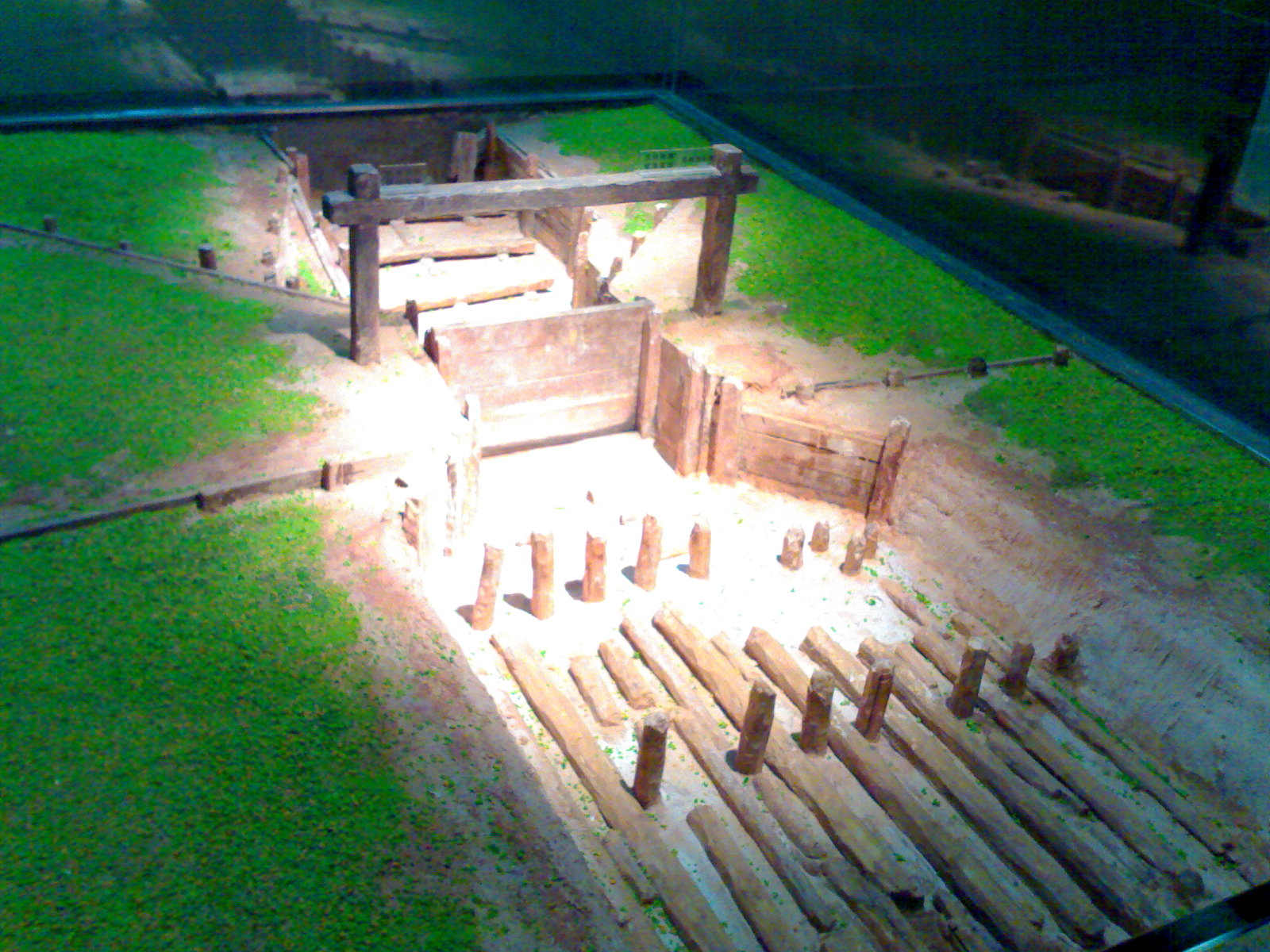
Model d'esclusa de Nam Việt
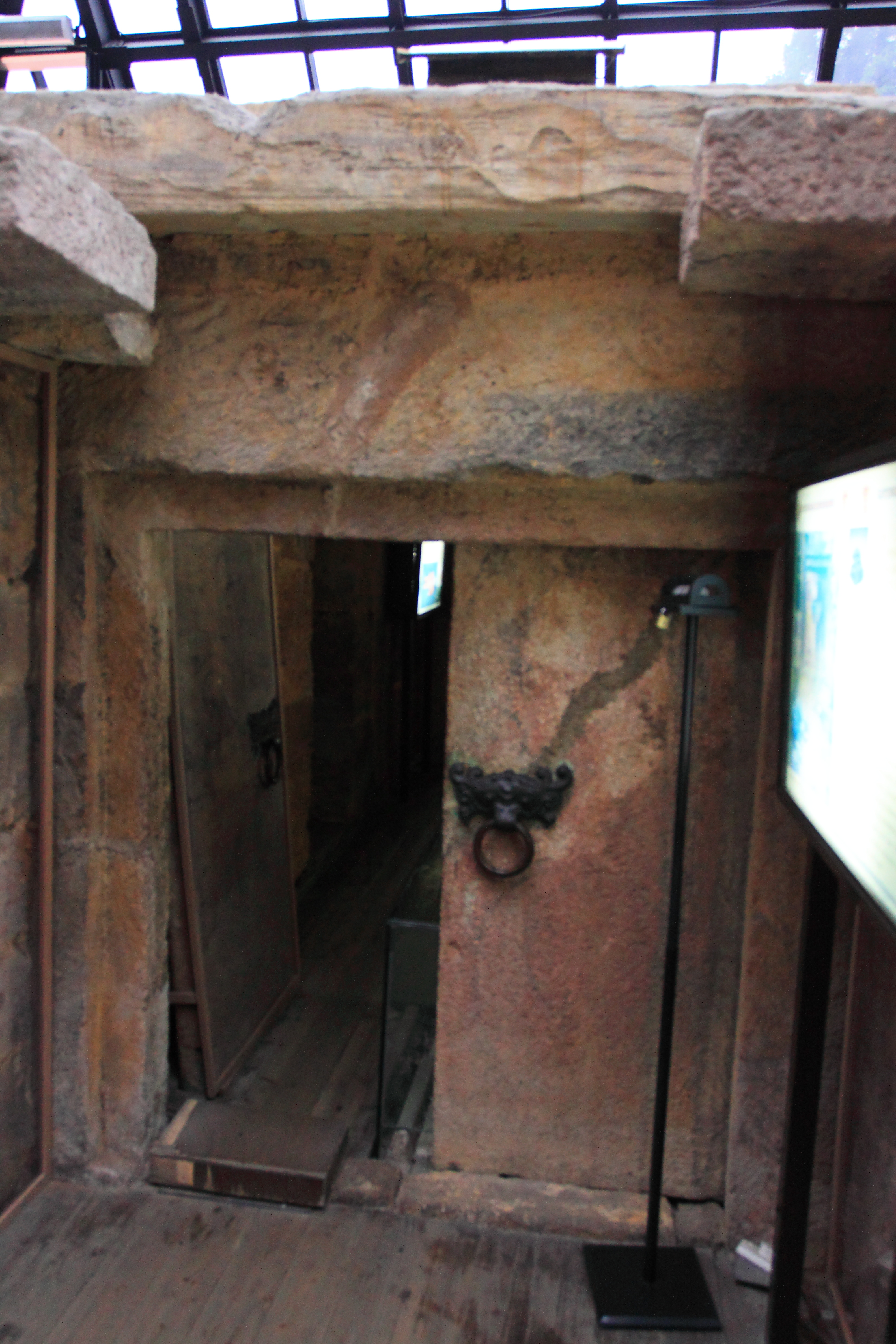
Mausoleu del rei Triệu Mạt (Zhao Mo)
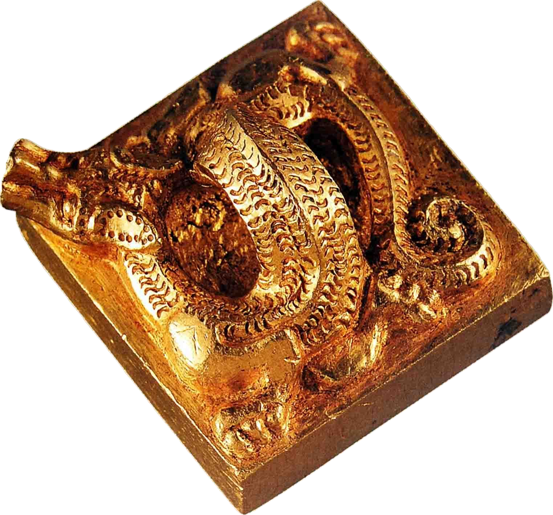
Segell d'or
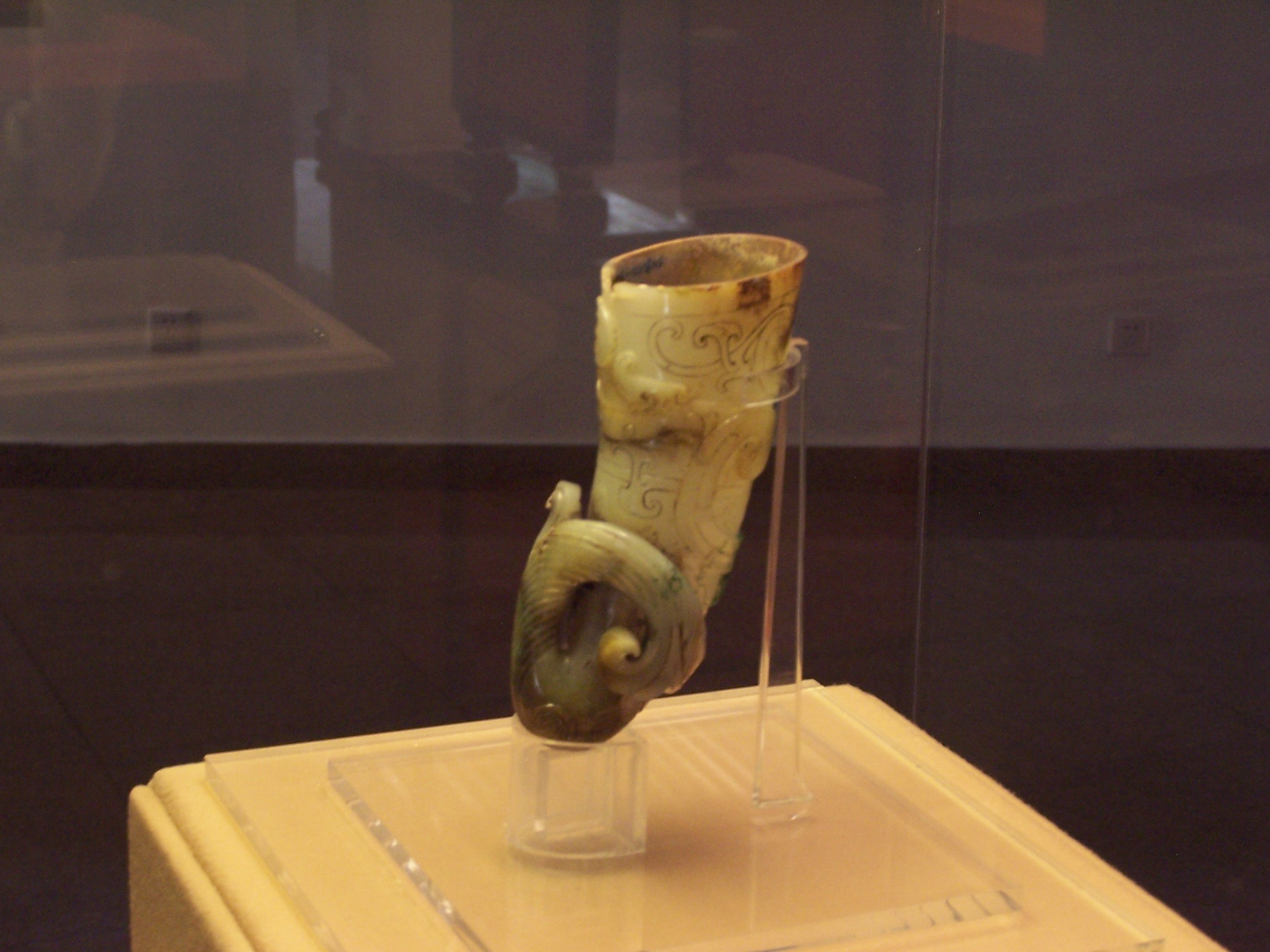
Copa de jade
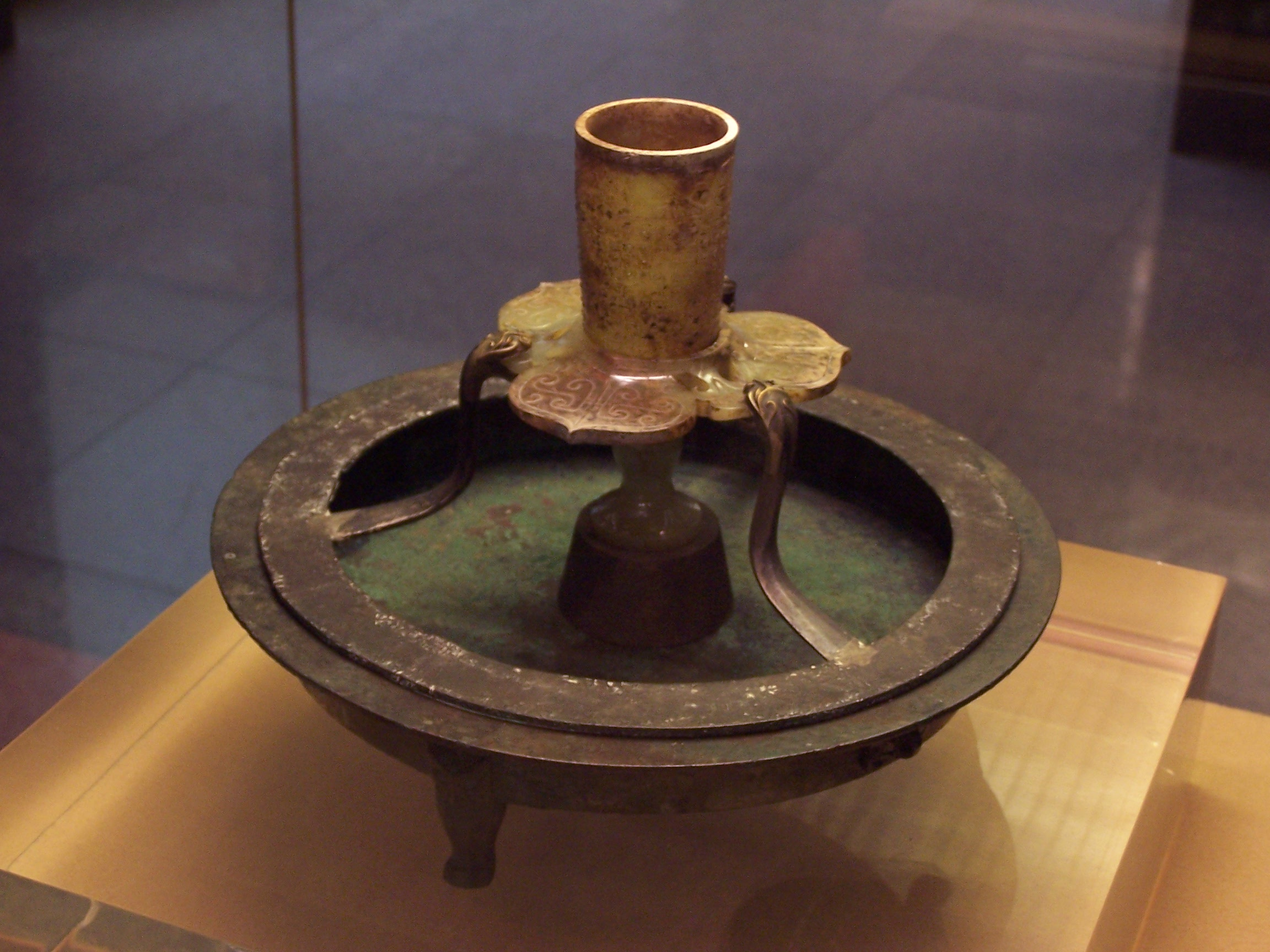
Copa de peu alt Chengpan
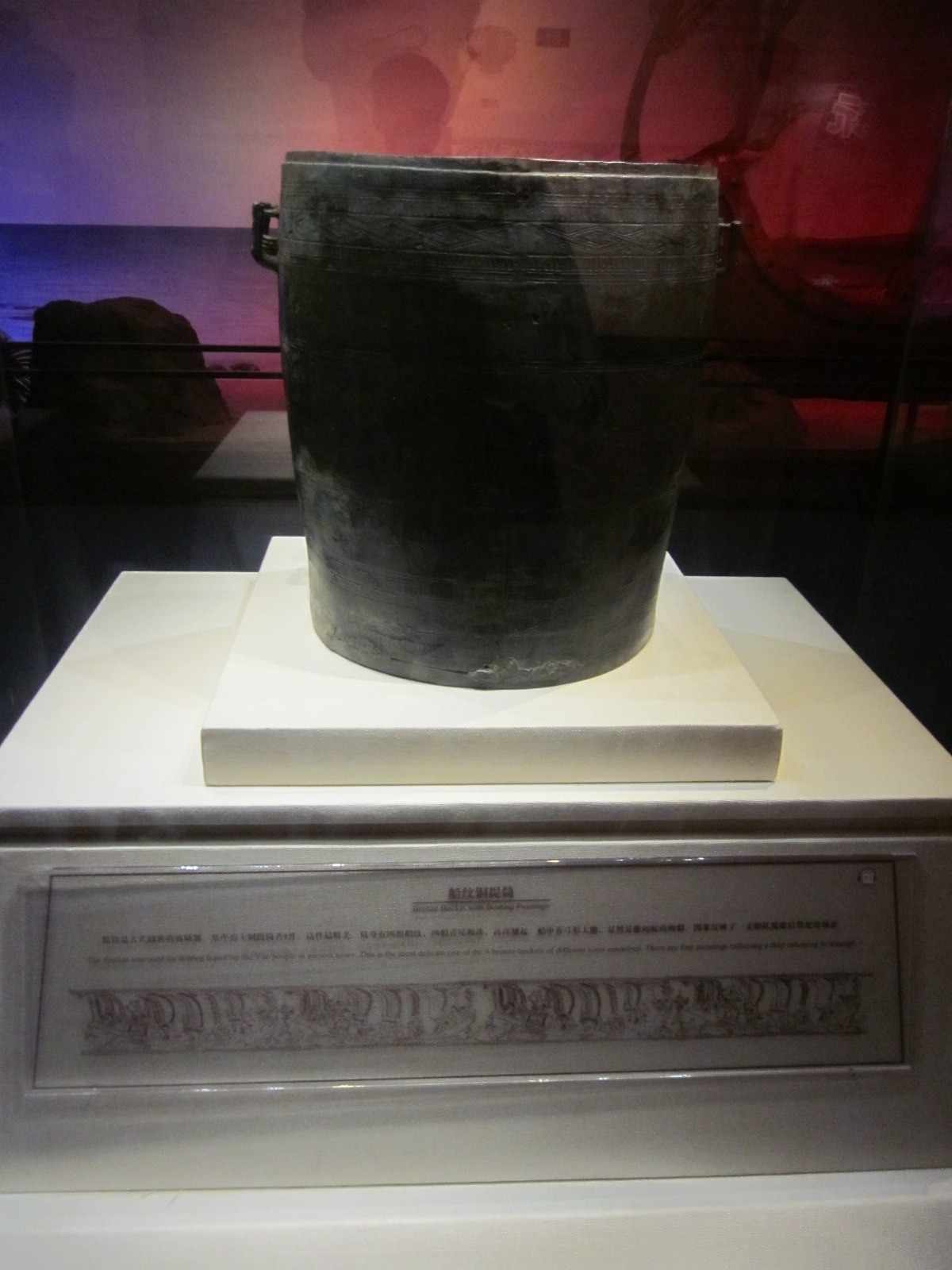
Gerro de bronze Đông Sơn
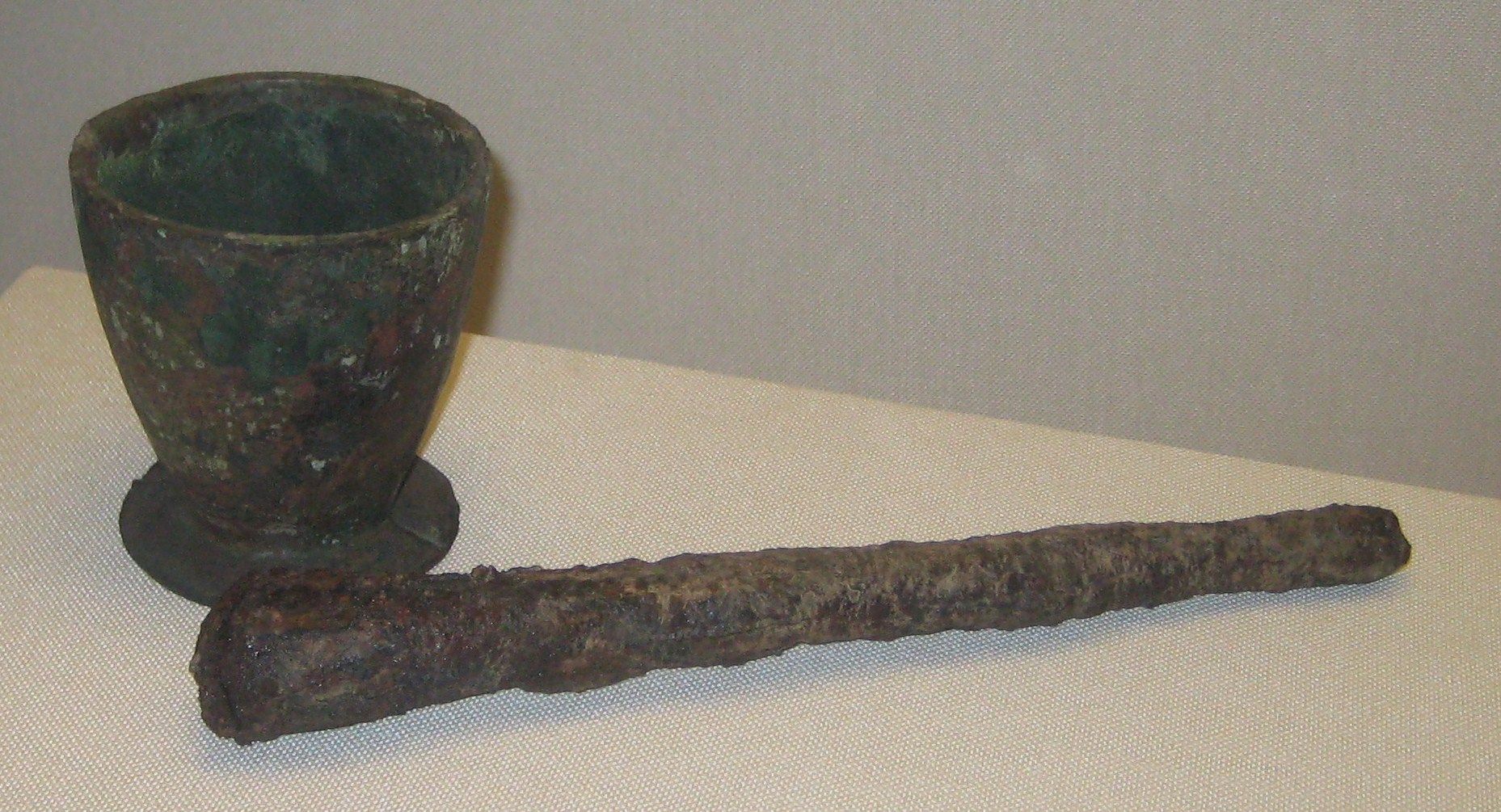
Morter de bronze i maça
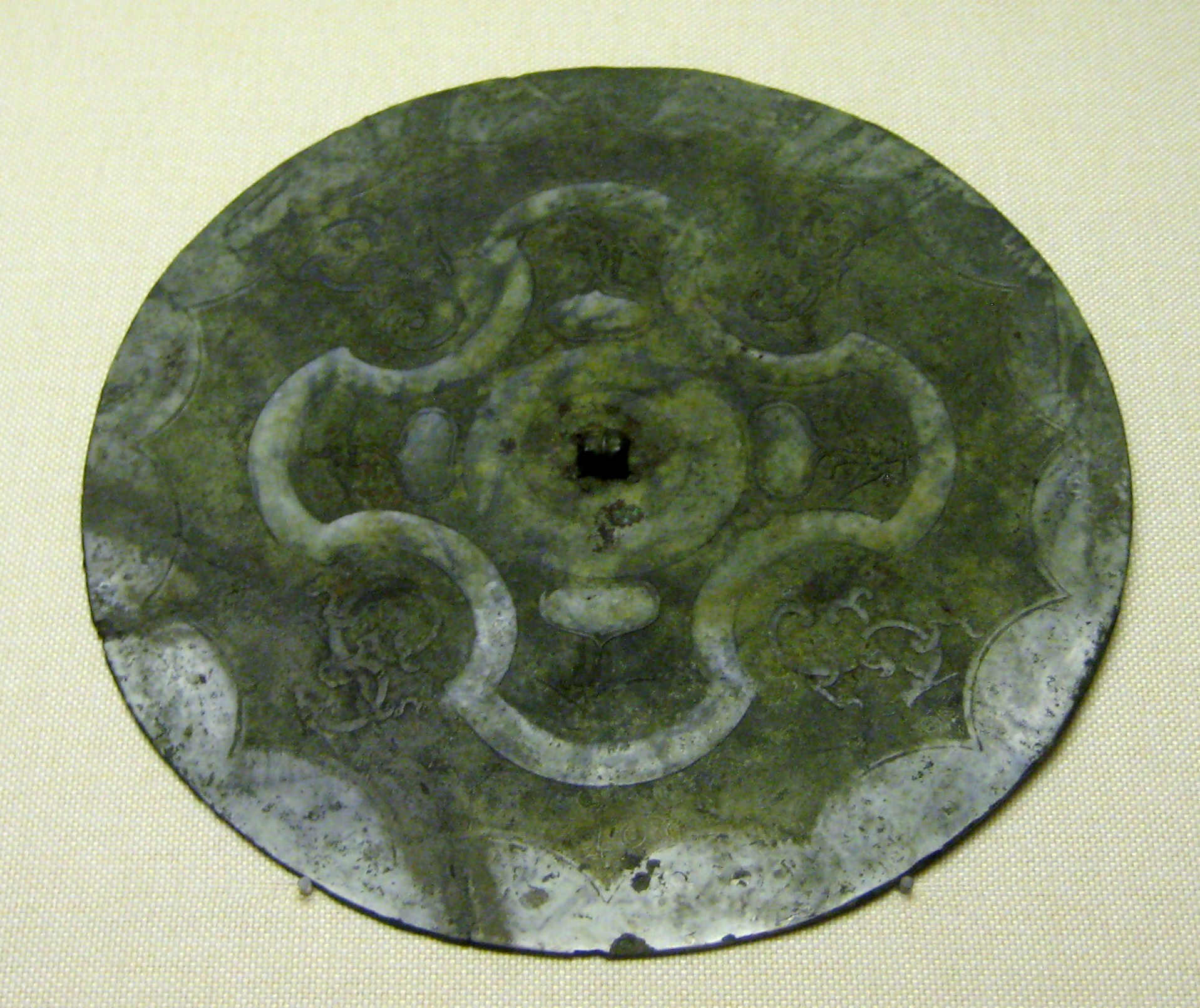
Mirall de bronze amb incrustacions de plata
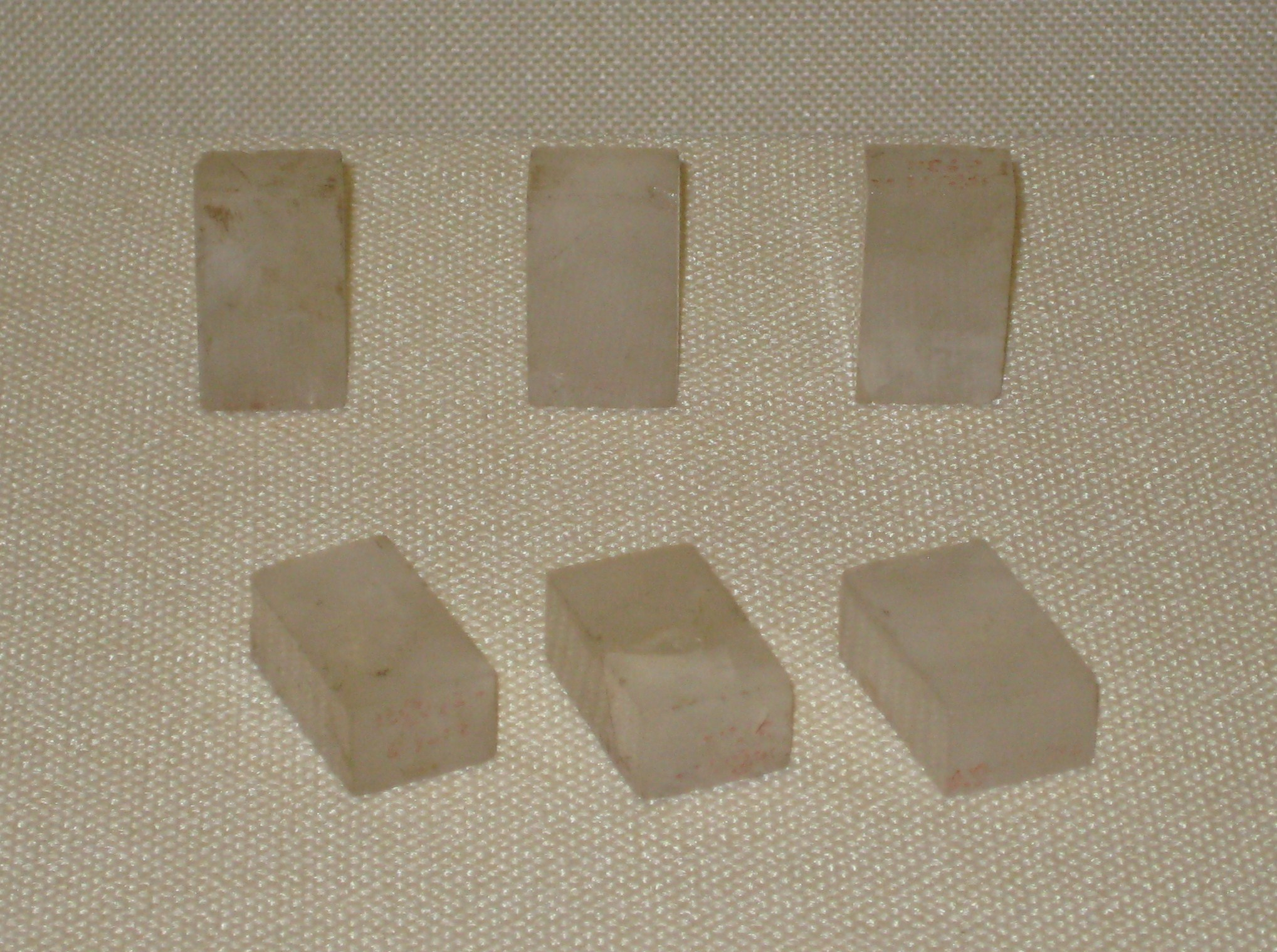
Joc de liubo
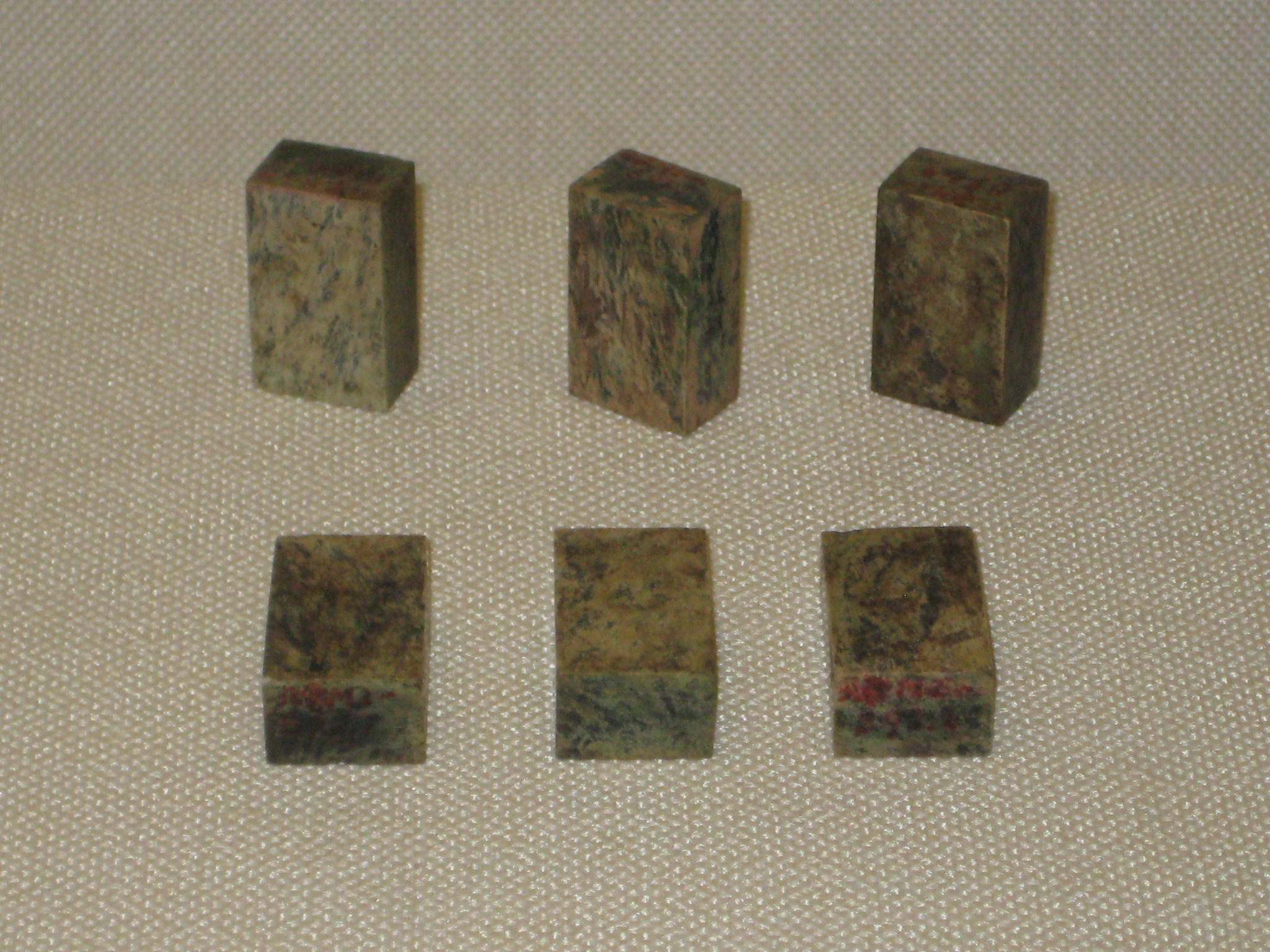
Joc de Liubo

#### Articles de jade desenterrats del mausoleu del rei de Nanyue

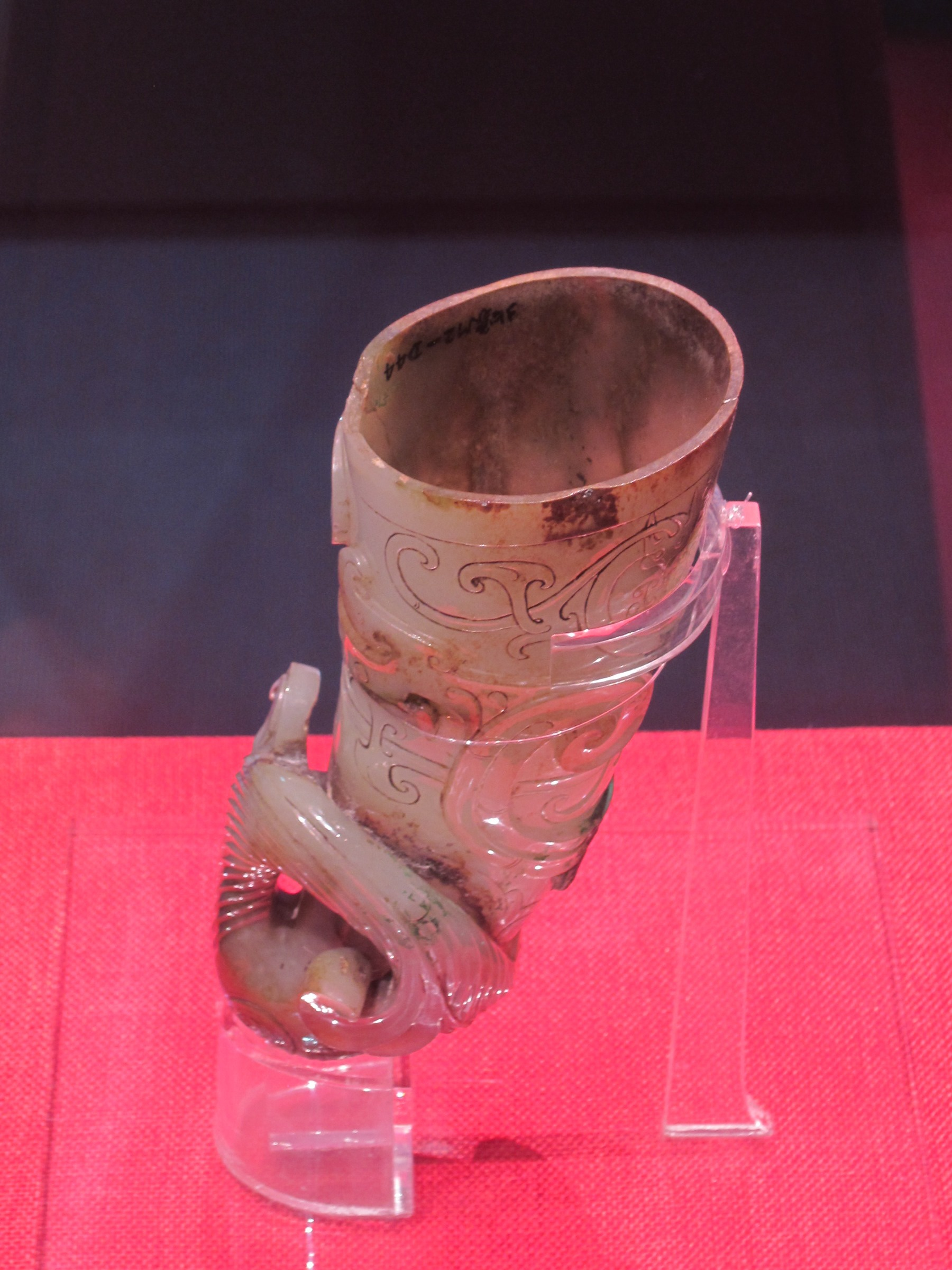
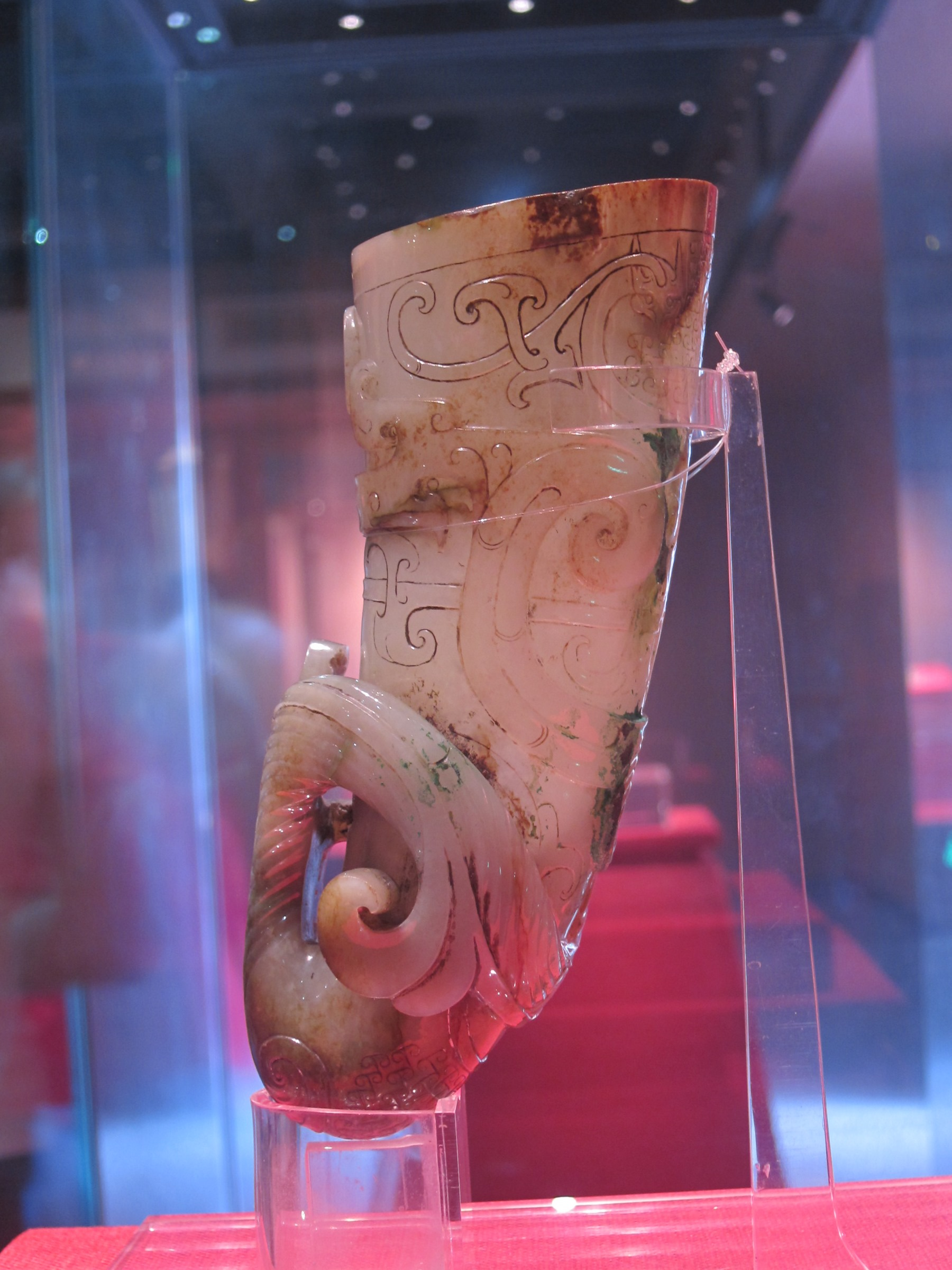
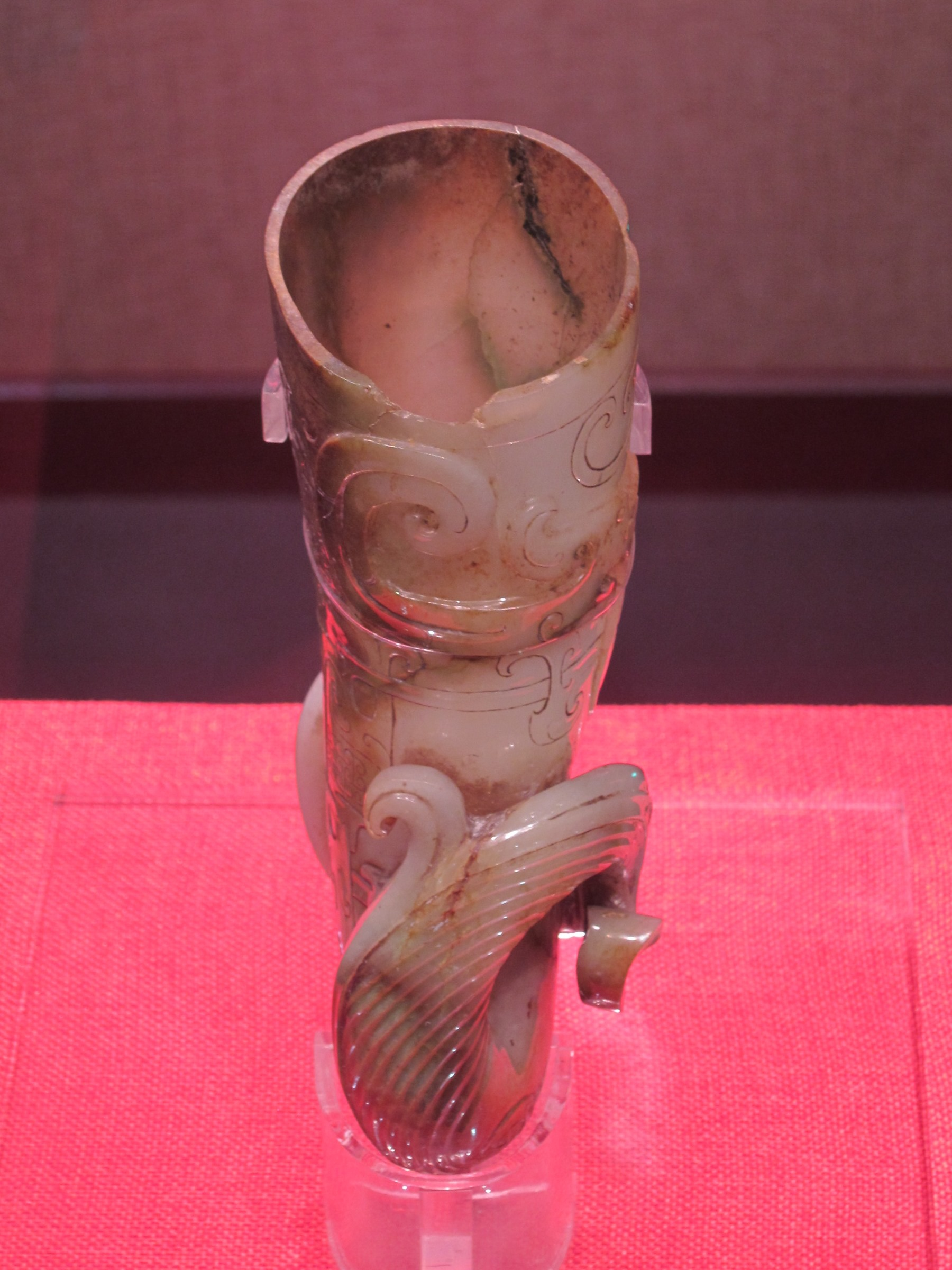
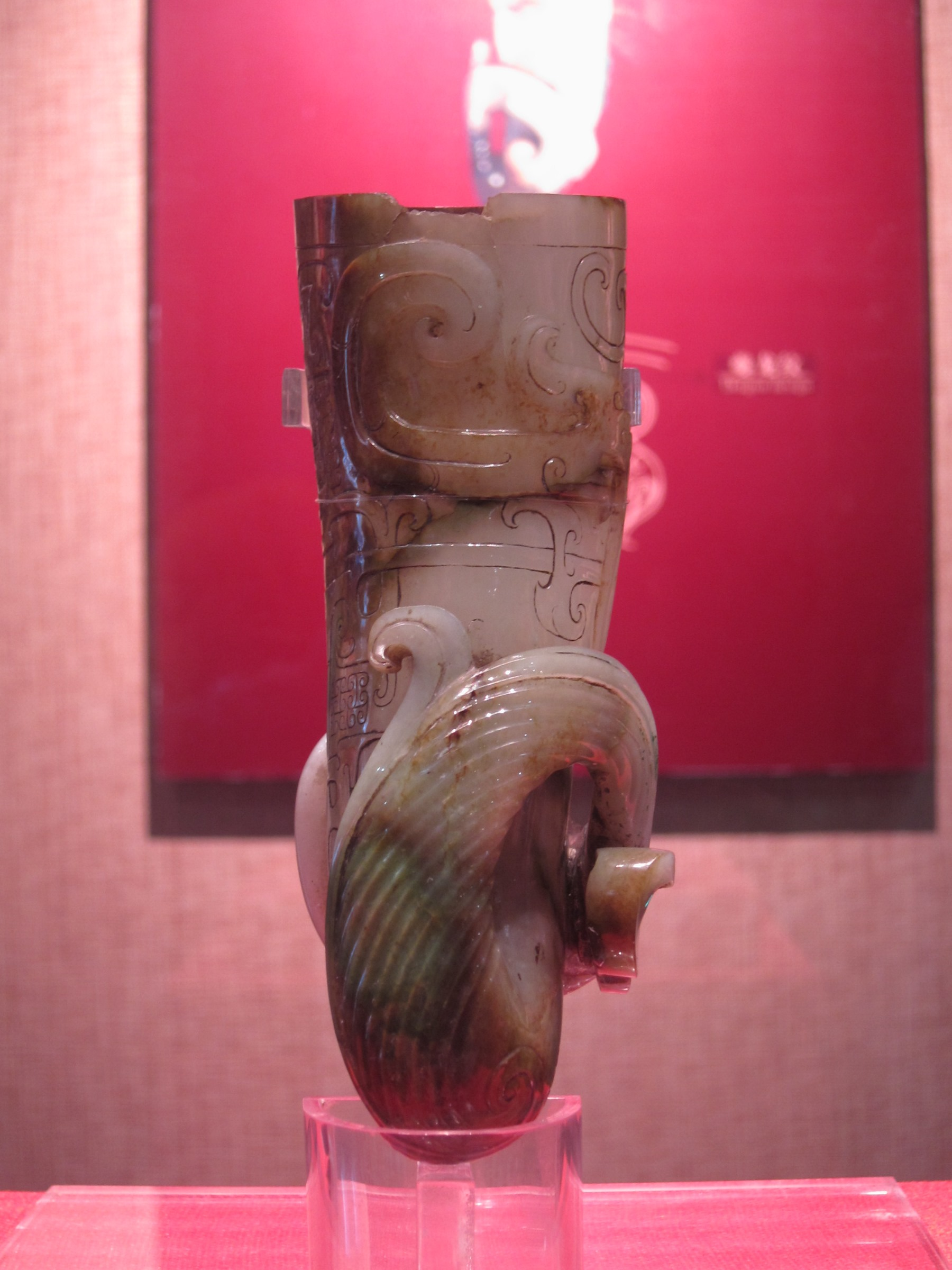
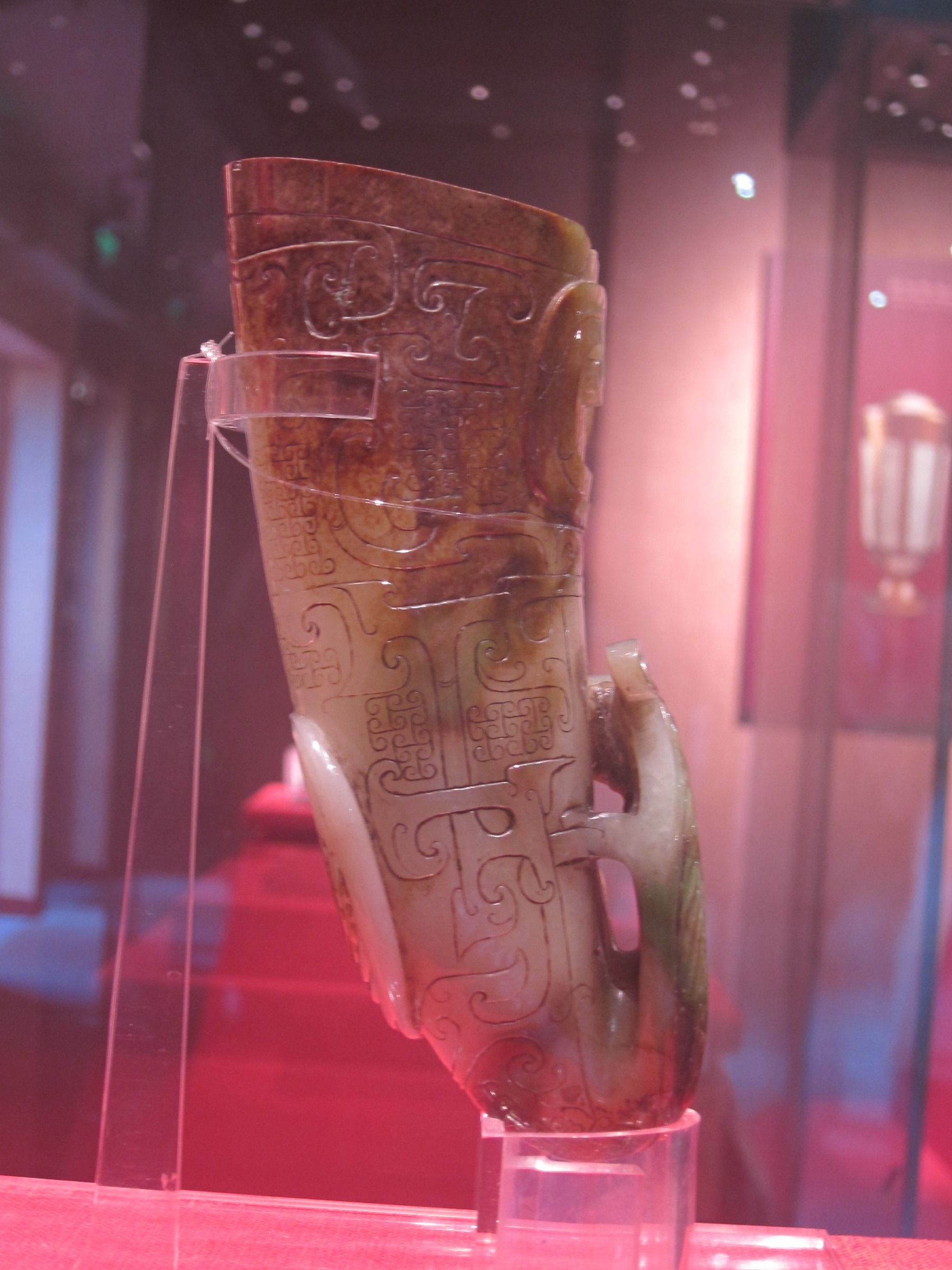